# Taj Mahal
El Taj Mahal (Mahal, 'Corona de los palacios'; /tɑːʒ mə'hɑl/) es un monumento funerario construido entre 1632 y 1654 en la ciudad de Agra, estado de Uttar Pradesh (India), a orillas del río Yamuna, por el emperador musulmán Shah Jahan de la dinastía mogol. El imponente conjunto de edificios se erigió en honor de su esposa favorita, Arjumand Banu Begum —más conocida como Mumtaz Mahal—, que murió en el parto de su decimocuarto hijo. Se estima que en su construcción trabajaron unos 20 000 obreros bajo dirección de un conjunto de arquitectos liderados por el arquitecto de la corte, Ustad Ahmad Lahori.
El Taj Mahal es considerado el más bello ejemplo de tumba, estilo que combina elementos de las arquitecturas islámica, persa, india e incluso turca. Este monumento ha logrado especial notoriedad por el carácter romántico de su inspiración. Aunque el mausoleo cubierto por la cúpula de mármol blanco es la parte más conocida, el Taj Mahal es un conjunto amurallado de edificios que ocupa 17 hectáreas y que también incluye una gran mezquita, una casa de invitados y jardines.
El monumento es un importante destino turístico de la India. En 1983, fue reconocido por la Unesco como Patrimonio de la Humanidad por ser «la joya del arte musulmán en India y una de las obras maestras del patrimonio mundial admiradas universalmente». Descrito por el poeta Rabindranath Tagore como «una lágrima en la mejilla del tiempo», el Taj Mahal es un símbolo de la rica historia de la India. El mausoleo atrae a entre 7 y 8 millones de visitantes cada año y además en 2007 fue designado como una de las Nuevas siete maravillas del mundo moderno.

## Historia
El emperador Sha Jahan fue un prolífico mecenas, con recursos prácticamente ilimitados. Bajo su tutela se construyeron los palacios y jardines de Shalimar en Lahore, también en honor de su esposa. Mumtaz Mahal dio a su esposo catorce hijos, pero falleció en el último parto y el emperador, desconsolado, inició casi enseguida, en 1632, la construcción del Taj como ofrenda póstuma. Todos los detalles del edificio muestran su naturaleza romántica, y el conjunto hace alarde de una estética espléndida. Tras una visita realizada en 1663, el explorador francés François Bernier realizó el siguiente retrato del Taj Mahal y de los motivos del emperador para construirlo:

"Completaré esta carta con una descripción de los dos maravillosos mausoleos que otorgan total superioridad a Agra sobre Delhi. Uno de ellos fue erigido por Jehan-guyre (sic) en honor de su padre Ekbar, y Chah-Jehan levantó el otro, de extraordinaria y celebrada belleza, en memoria de su esposa Tage Mehale, de quien se dice que su esposo estaba tan enamorado que le fue fiel toda su vida y a su muerte quedó tan afectado que no tardó mucho en seguirla a la tumba".

La palabra Taj proviene del persa, lenguaje de la corte mogol, y significa "Corona", mientras que Mahal es una variante corta de Mumtaz Mahal, el nombre formal en la corte de Arjumand Banu Begum, cuyo significado es "Primera dama del palacio". Taj Mahal, entonces, se refiere a la corona de Mahal, la amada esposa de Sha Jahan. Ya en 1663 el viajero francés François Bernier mencionó el edificio como Tage Mehale.

### Síntesis histórica
A poco de terminar la obra en 1656, Sha Jahan cayó enfermo y su hijo Sha Shuja se declaró a sí mismo emperador en Bengala, mientras Murad, con el apoyo de su hermano Aurangzeb, hacía lo mismo en Guyarat. Cuando Sha Jahan, muy enfermo ya, se rindió a los ataques de sus hijos, Aurangzeb le permitió seguir con vida en arresto domiciliario que cumplió en el cercano fuerte de Agra. La leyenda cuenta que pasó el resto de sus días mirando por la ventana al Taj Mahal y, después de su muerte en 1666 (10 años después), Aurangzeb lo sepultó en el mausoleo al lado de su esposa, generando la única ruptura de la perfecta simetría del conjunto. Se dice también que después de terminar dicha obra arquitectónica el emperador hizo que a los obreros se les cortaran las manos para que jamás se viera otra obra igual.

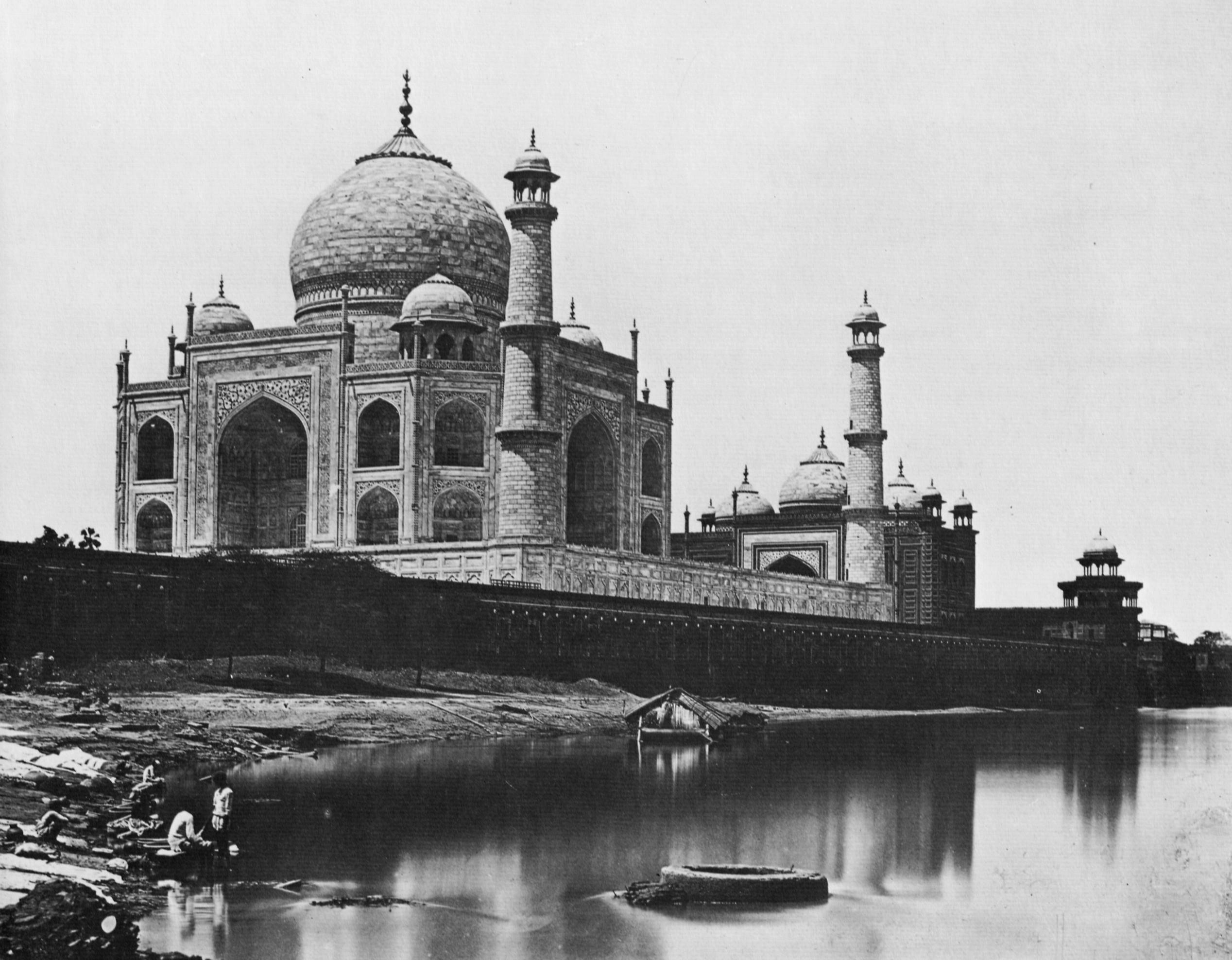
El Taj Mahal en 1865, fotografía de Felice Beato.

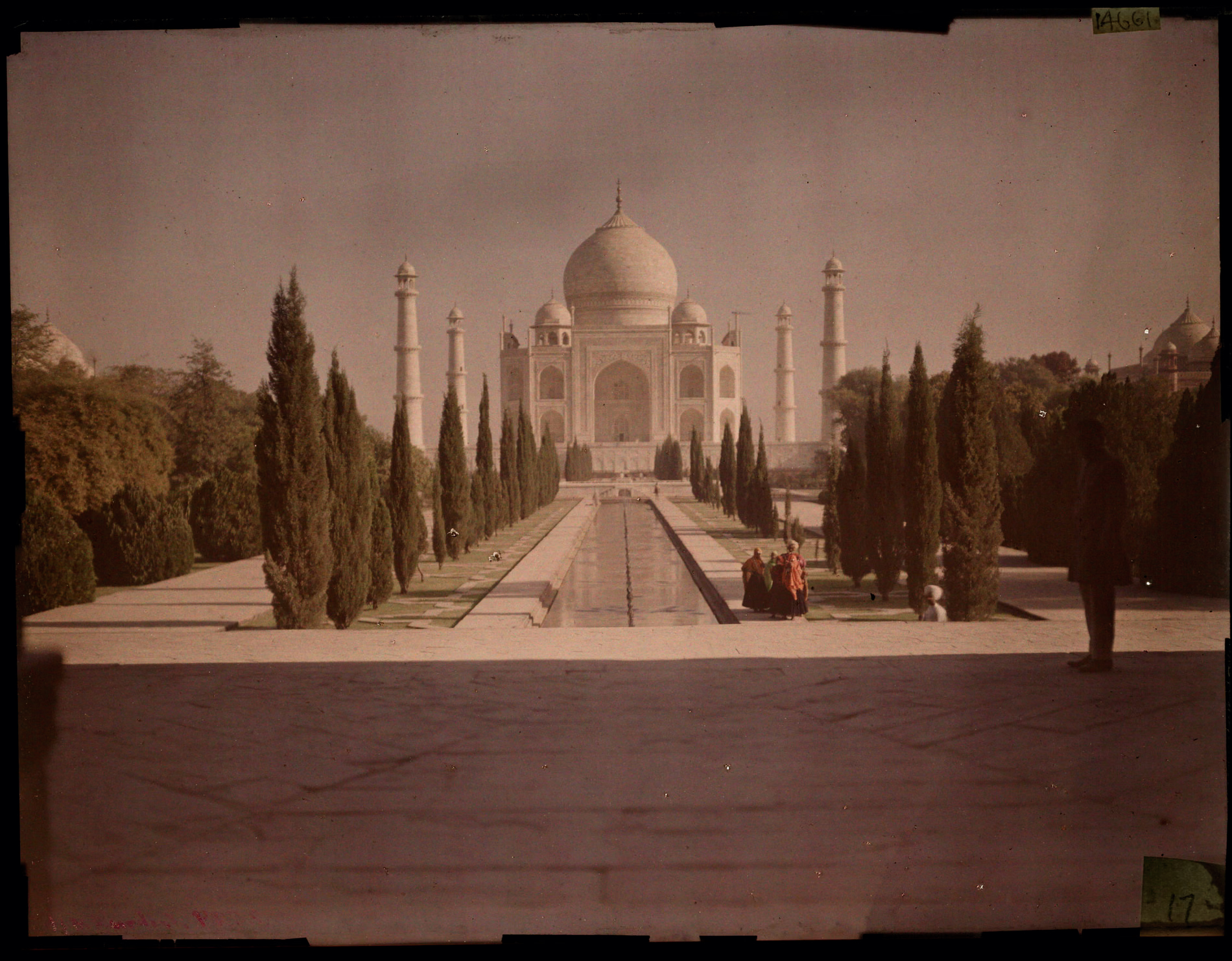
El Taj Mahal en 1914, fotografía de Helen Messinger Murdoch (placa autocroma).

A finales del siglo XIX varios sectores del Taj Mahal estaban muy deteriorados por falta de mantenimiento. Durante la época de la rebelión hindú, en 1857, fue dañado por soldados británicos, cipayos y oficiales del gobierno, quienes arrancaban piedras semipreciosas y lapislázuli de sus muros.
En 1908 se completó la restauración ordenada por el virrey británico, lord Curzon, quien también encomendó la fabricación de la gran lámpara de la cámara interior según el modelo de una similar que se encontraba en una mezquita de El Cairo. Curzon hizo remodelar también los jardines al estilo inglés que todavía hoy se conservan. Durante el siglo XX mejoró el cuidado del templo, en 1942 el gobierno construyó un andamio gigantesco cubriendo la cúpula, en previsión de un ataque aéreo de la Luftwaffe y, posteriormente, de la fuerza aérea japonesa. Esta protección se volvió a erigir durante las guerras entre India y Pakistán de 1965 y 1971 para engañar a los bombarderos.
Las amenazas más recientes provienen de la contaminación ambiental sobre las riberas del río Yamuna y de la lluvia ácida causada por la refinería de Mathurā. Ambos problemas son objeto de varios recursos ante la Corte Suprema de Justicia de la India. La contaminación ha estado volviendo el Taj Mahal amarillo. Para ayudar a controlar la contaminación, el gobierno de la India ha establecido la Zona de Trapecio de Taj (TTZ), un área de 10 400 km² alrededor del monumento donde se aplican estrictos estándares de emisiones.
Las preocupaciones por la integridad estructural de la tumba se han planteado debido a una disminución en el nivel del agua subterránea en la cuenca del río Yamuna, que está cayendo a un ritmo de alrededor de 5 pies (1,5 m) por año. En 2010, aparecieron grietas en partes de la tumba, y los minaretes que rodean el monumento mostraban signos de inclinación, ya que la base de madera podría estar pudriéndose debido a la falta de agua. Sin embargo, los políticos han señalado que los minaretes están diseñados para inclinarse ligeramente hacia el exterior para evitar que se estrellen sobre la tumba en caso de un terremoto. En 2011, se informó que algunas predicciones indicaban que la tumba podría colapsarse dentro de cinco años.
Los minaretes pequeños ubicados en dos de los edificios periféricos fueron reportados como dañados por una tormenta el 11 de abril de 2018.
Recientemente, sectores sunitas reclamaron la propiedad del edificio, basándose en que se trata de la tumba de una mujer desposada con un miembro de ese culto islámico. El Gobierno indio ha rechazado la reclamación considerándola sin fundamento, ya que el Taj Mahal es propiedad de la nación india.

## Diseño

### Elementos formales
1. Final: remate ornamentado de las cúpulas, también usado en las pagodas asiáticas.
2. Decoración de loto: esquema de la flor de loto esculpida en las cúpulas.
3. Cúpula acebollada: también llamada amrud, típica de la arquitectura del islam, también utilizada en Rusia.
4. Tambor: base cilíndrica de la cúpula, que sirve de apoyo y transición formal sobre el basamento del edificio.
5. Guldasta: aguja decorativa fijada al borde de los muros portantes.
6. Chattri: kiosco de columnas y cúpula, también utilizado en forma aislada o exenta como monumento conmemorativo.
7. Cenefas: paneles de cierre sobre arquerías.
8. Caligrafía: escritura estilizada de versos del Corán sobre las arcadas principales
9. Arcadas o portales: también llamados pishtaq (palabra persa para los portales exentos).
10. Dados: paneles decorativos flanqueando los muros principales.

### Influencias
El Taj Mahal incorpora y amplía las tradiciones edilicias del islam, Persia, India y de la arquitectura mogol antigua (aunque la investigación actual de la arquitectura de este monumento indica una influencia francesa, sobre todo en los interiores). El diseño general se inspira en una serie de edificios timuríes y mogoles, entre los cuales se encuentran el Gur-e Amir (tumba de Tamerlán), la tumba de Itmad-Ud-Daulah y la de Jama Masjid, en Delhi. Bajo el mecenazgo de Sha Jahan, la arquitectura mogol alcanzó nuevos niveles de refinamiento. Antes del Taj Mahal era habitual edificar con piedra arenisca roja, pero el emperador promovió el uso de mármol blanco con incrustaciones de piedras semipreciosas.
Los artesanos indios, especialmente escultores y canteros, recorrían los países asiáticos durante esta época, y su trabajo era particularmente apreciado por los constructores de tumbas. Aunque la arquitectura de cantera que caracterizó a muchas de tales construcciones tuvo poca aplicación en el Taj Mahal, otros edificios indios como el palacio Man Sing en Galore sirvieron de inspiración para la mayoría de la arquitectura palaciega mogol, y fueron la fuente de los chattris que se ven en el Taj Mahal.

### Simetría

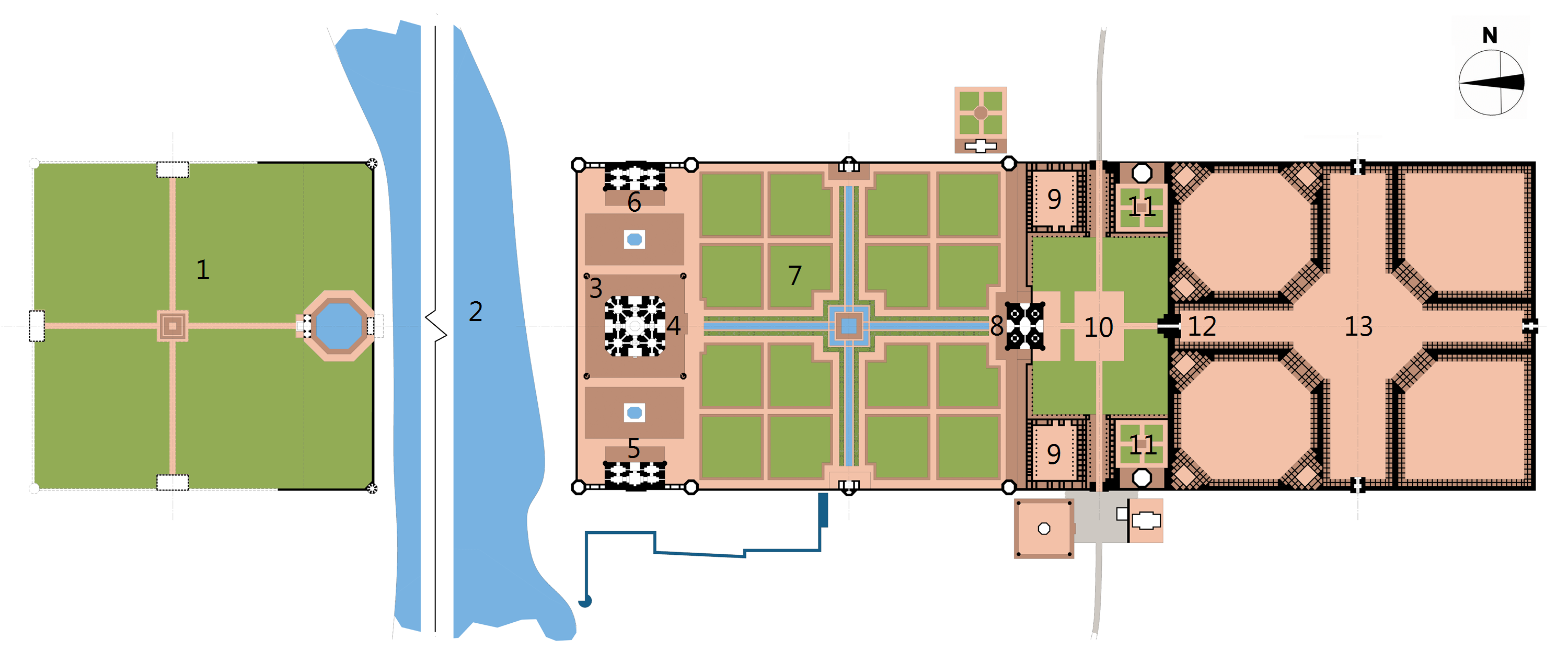
Plano del Taj Mahal:

El conjunto del Taj Mahal tiene su eje principal perpendicular a la ribera del río Yamuna. En la imagen de la derecha se señalan sus partes principales. En el centro, los amplios jardines divididos en cuadros se organizan mediante la cruz formada por los canales. La superficie del agua refleja los edificios, produciendo un efecto adicional de simetría. Cada sección del jardín está dividida por senderos en dieciséis canteros de flores, con un estanque central de mármol a medio camino entre la entrada y el mausoleo, que devuelve la imagen reflejada del edificio.
El charbagh, el gran jardín central, fue introducido en la India por Babur, el primer emperador mogol, según un diseño inspirado en la tradición persa con el fin de representar a los jardines del paraíso. En los textos místicos del Islam en el período mogol se describe al paraíso como un jardín ideal, pleno de abundancia. El agua juega un rol clave en estas descripciones, ya que señala cuatro ríos que surgen de una fuente central, constituida por montañas, que separan al edén en cuatro partes según los puntos cardinales (norte, sur, este y oeste).

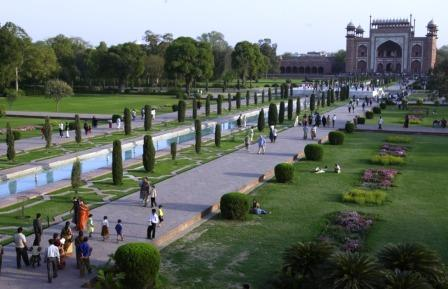
El jardín con los senderos junto al estanque central.

La mayoría de estos jardines mogoles son de forma rectangular, con un pabellón central. El Taj Mahal es inusual en este sentido, ya que sitúa al edificio principal, el mausoleo, en uno de los extremos. Pero el reciente descubrimiento de la existencia del Mahtab bagh (Jardín de la luna) en la ribera opuesta del río Yamuna permite una interpretación distinta, incorporando el cauce al diseño global de forma tal que se convirtiera en uno de los ríos del paraíso.
El trazado de los jardines y sus características arquitectónicas principales, como las fuentes, los senderos de mármol y de ladrillo, los canteros lineales del mismo material —similares al jardín de Shalimar— sugieren que pueden haber sido diseñados por el mismo ingeniero, Ali Mardan. Las descripciones más antiguas del jardín mencionan su profusa vegetación, con abundancia de rosales, narcisos y árboles frutales. A medida que el Imperio mogol disminuyó, el Taj Mahal y sus jardines también disminuyeron. A fines del siglo XIX, el Imperio británico controlaba más de las tres quintas partes de la India y asumía la administración del Taj Mahal. Cambiaron el paisajismo a su gusto, que se parecía más a los jardines formales de Londres.

## Edificios secundarios
El complejo Taj Mahal está rodeado por tres lados por muros de piedra arenisca roja almenados; El lado que da al río está abierto. Fuera de las paredes hay varios mausoleos adicionales, incluidos los de otras esposas de Shah Jahan, y una tumba más grande para el sirviente favorito de Mumtaz.
La entrada principal (darwaza) es una estructura monumental construida principalmente de mármol, y que recuerda a la arquitectura mogol de los primeros emperadores. Sus arcos reflejan la forma de los arcos de la tumba, y sus pishtaq incorporan la caligrafía que decora la tumba. Los techos abovedados y las paredes tienen diseños geométricos elaborados como los que se encuentran en los otros edificios de piedra arenisca en el complejo.
En el extremo más alejado hay dos grandes edificios de arenisca roja que se reflejan y miran hacia los lados de la tumba. Las partes posteriores de los edificios son paralelas a las paredes occidental y oriental. El edificio occidental es una mezquita y el otro es el jawab (respuesta), que se cree que se construyó para el equilibrio arquitectónico, aunque puede haber sido utilizado como una casa de huéspedes. Las distinciones entre los dos edificios incluyen la falta de un mihrab del jawab (un nicho en la pared de una mezquita frente a La Meca), y sus pisos de diseño geométrico, mientras que el piso de la mezquita está decorado con 569 alfombras de oración en mármol negro. El diseño básico de la mezquita de una larga sala rematada por tres cúpulas es similar a otras construidas por Shah Jahan, en particular la Masjid-i Jahān-Numā, o Jama Masjid. Las mezquitas mogoles de este período dividen la sala del santuario en tres áreas que comprenden un santuario principal y santuarios ligeramente más pequeños a cada lado. En el Taj Mahal, cada santuario se abre a una amplia cúpula abovedada. Los edificios periféricos se completaron en 1643.

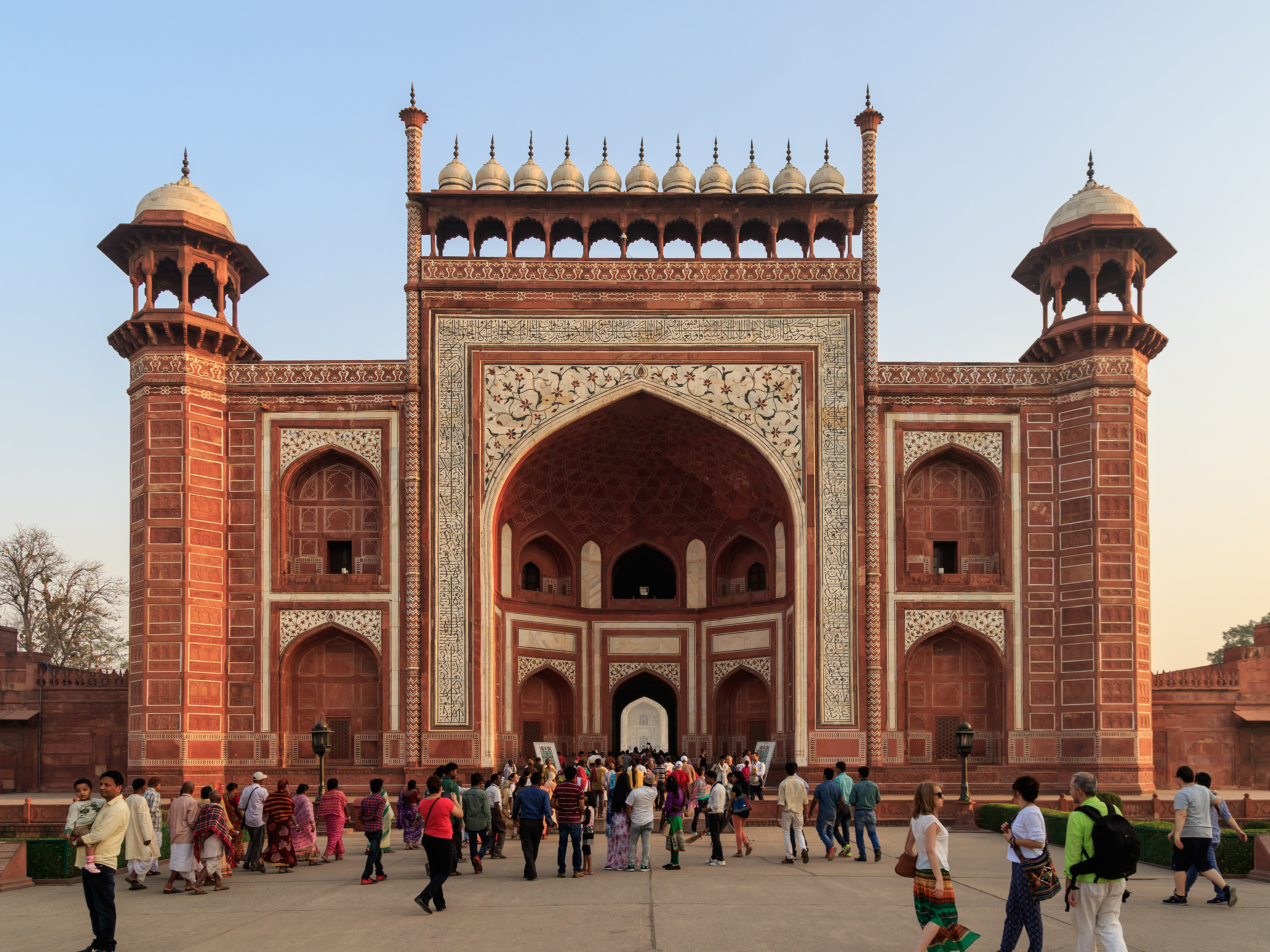
Darwaza de acceso al Taj Mahal.
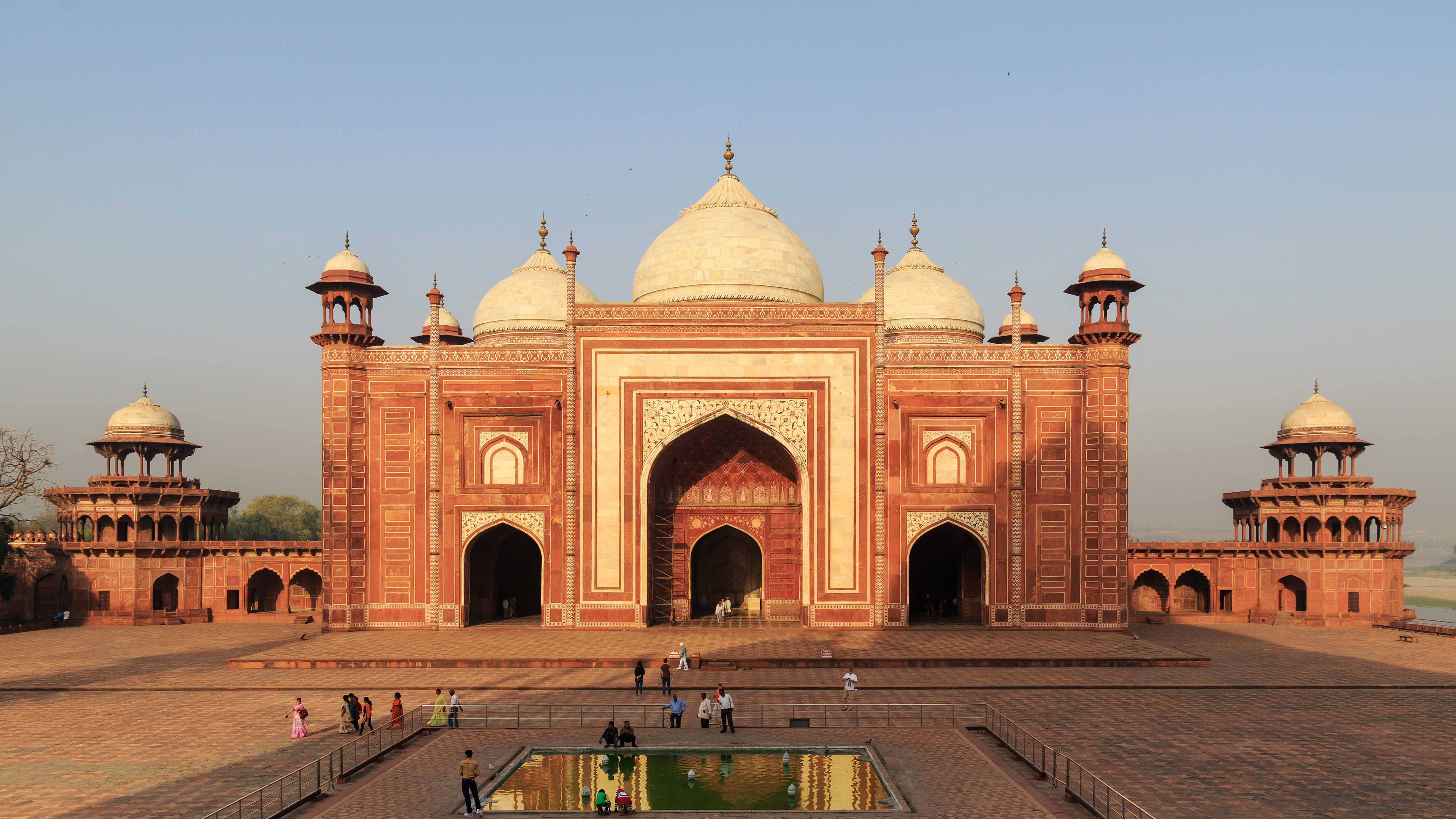
El masjid, la mezquita.
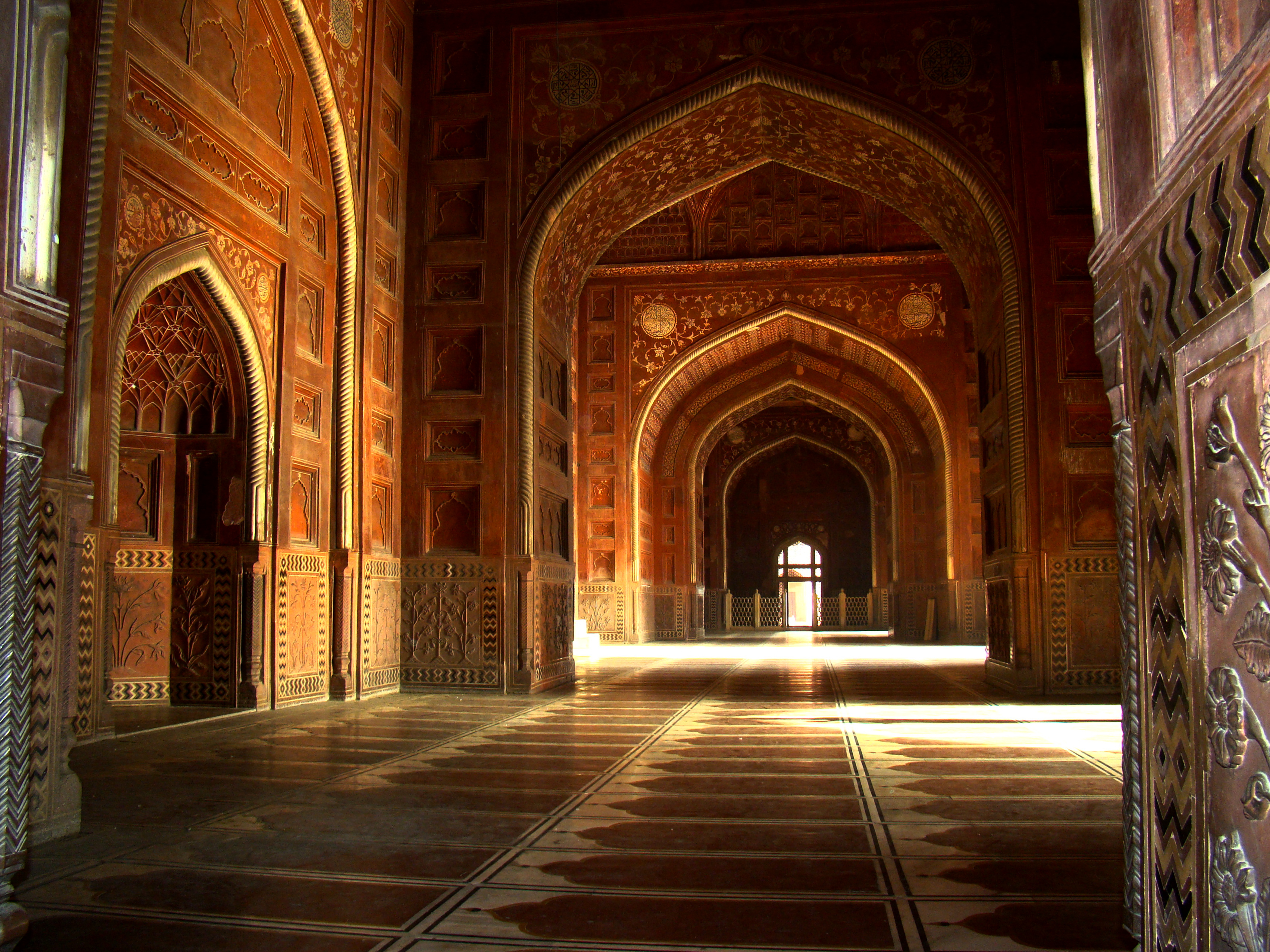
Interior de la mezquita.

## El mausoleo

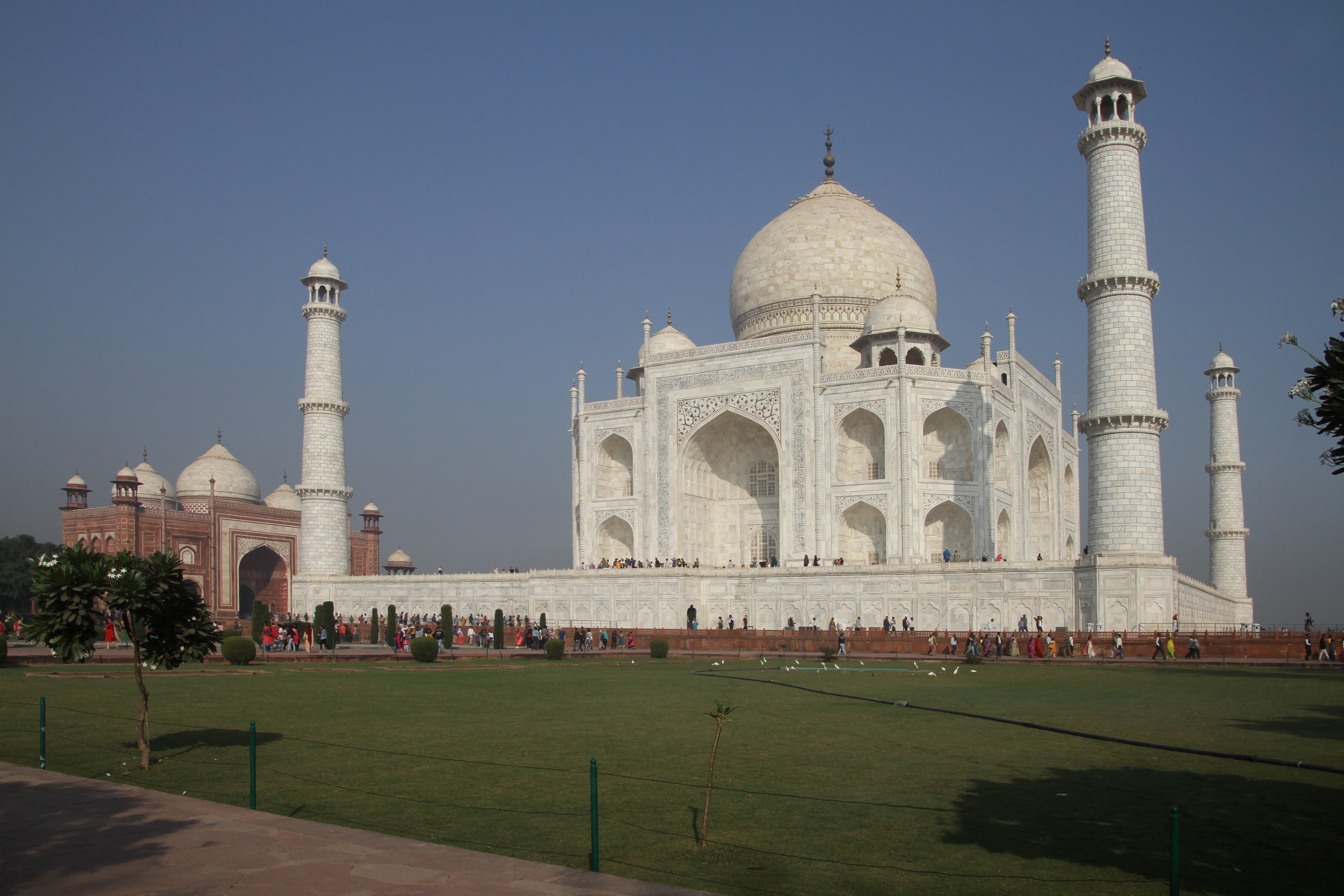
El mausoleo principal.

El foco visual del Taj Mahal, aunque no se localice en el centro del conjunto, es el mausoleo de mármol blanco. Como la mayoría de las tumbas mogoles los elementos básicos son de origen persa; un edificio simétrico con un iwan y coronado por una gran cúpula.
La tumba descansa sobre un pedestal cuadrado y consta de un edificio simétrico con un iwán (una puerta en forma de arco) coronado por una gran cúpula y florón. Como la mayoría de las tumbas mogoles, los elementos básicos son de origen persa. El edificio consiste en una gran superficie dividida en multitud de salas, de las cuales la central alberga el cenotafio de Sha Jahan y Muntaz. Actualmente las tumbas reales se encuentran en un nivel inferior. El basamento es esencialmente un cubo con vértices achaflanados, de 55 metros de lado. Sobre cada lado, una gran "pishtaq" o arquería rodea al iwan, con un nivel superior similar de balcones bajo arcos. Estos arcos principales se elevan hasta el techo del basamento, generando una fachada integrada. A cada lado de la arcada principal, hay arcadas menores arriba y abajo. Este motivo se repite en las ochavas. El diseño es completamente uniforme y consistente en los cuatro lados del basamento. En cada esquina del pedestal base, un minarete complementa y realza el conjunto.

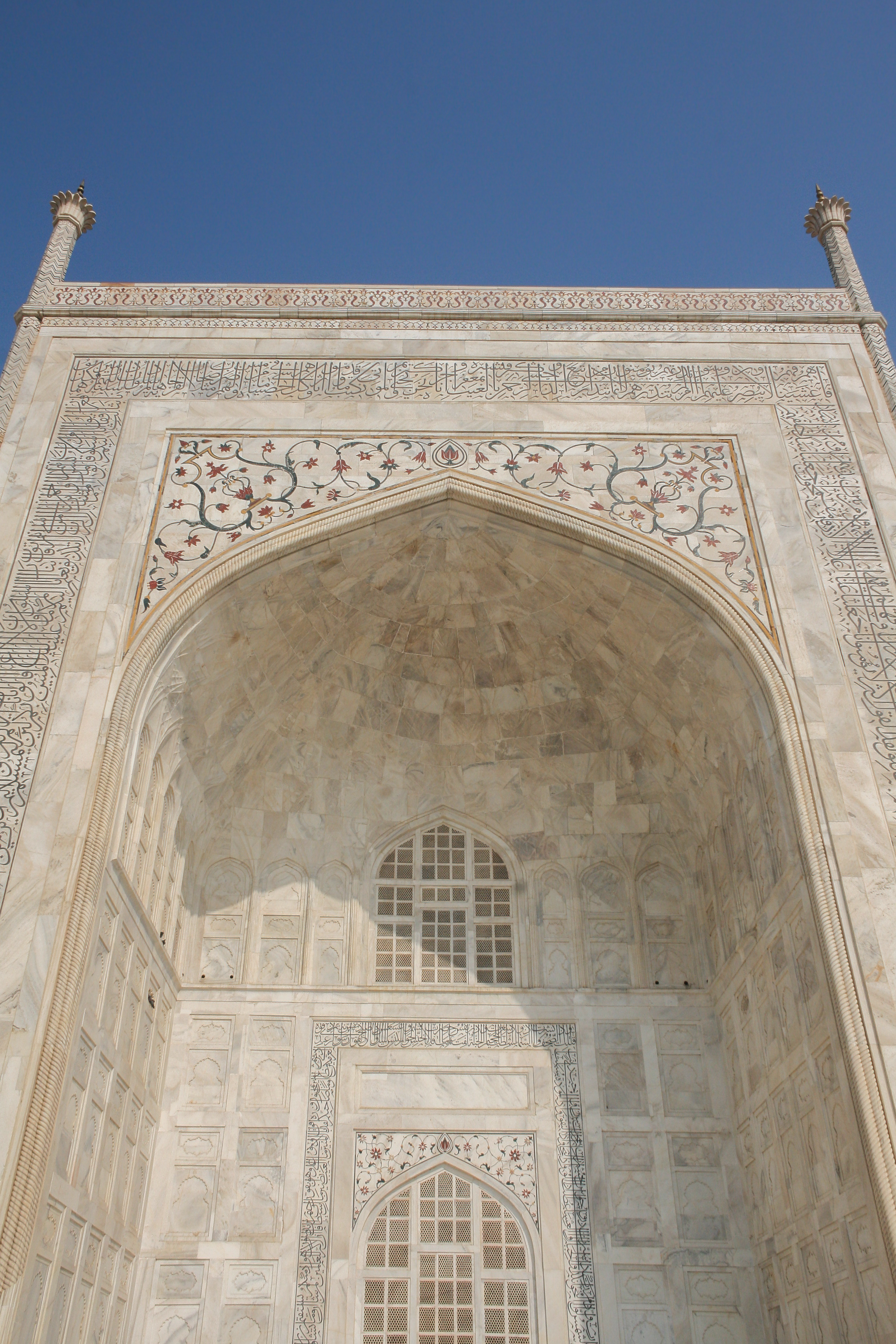
Uno de los iwanes del mausoleo.

La cúpula de mármol blanco sobre el mausoleo es a simple vista lo más espectacular del conjunto. Su altura es casi igual al basamento, alrededor de 35 metros, dimensión que se acentúa por estar apoyada en un tambor circular de siete metros de alto. La cúpula es del tipo "cebolla", nombre que se origina en la descripción de su forma. Los árabes llaman a esta tipología de cúpula amrud, es decir, con forma de manzana. El tercio superior de la cúpula está decorado con un anillo de flores de loto en relieve, y en el remate una aguja o finial dorada combina tradiciones islámicas e hindúes. La aguja principal originalmente estaba hecha de oro, pero fue reemplazada por una copia hecha de bronce dorado a principios del siglo XIX. Esta aguja termina en una luna creciente, motivo islámico típico cuyos cuernos apuntan hacia el cielo. Por su emplazamiento sobre la aguja, el tope de esta y los extremos de la luna combinados forman una figura de tridente, reminiscencia del símbolo tradicional hindú para la deidad Shivá. La cúpula es ligeramente asimétrica. El tronco del finial contiene además una serie de formas bulbosas. La figura central muestra un fuerte parecido con el kalash o kumbh, el barco sagrado de la tradición hindú. La forma de la cúpula se enfatiza también por los cuatro chattris en cada esquina. Las cúpulas de estos kioscos replican la forma de la central. Sus bases columnadas se abren a través del techo del mausoleo y proveen luz natural al interior. Los chattris también están rematados por finiales.
En los muros laterales, las estilizadas guldastas o espiras decoradas ayudan a aumentar la sensación de altura del edificio. El motivo del loto se repite en chattris y guldastas. En cada esquina del pedestal se eleva un minarete: cuatro grandes torres de más de 40 metros de alto que nuevamente muestran la afición del Taj por el diseño simétrico y repetitivo. Las torres están diseñadas como minaretes funcionales, elemento tradicional de las mezquitas desde donde el almuecín llama a los fieles islámicos a la oración. Cada minarete está dividido en tres partes iguales por dos balcones que lo rodean como anillos. En el tope de la torre, una terraza cubierta por un chattri repite el diseño del mausoleo. Estos chattris tienen todos los mismos toques de terminación: el diseño de flor de loto y el finial dorado sobre la cúpula. Cada minarete fue construido levemente inclinado hacia afuera del conjunto. De esta manera, en caso de derrumbe —algo no tan improbable en ese tiempo para construcciones de semejante altura— el material caería lejos del mausoleo.

## Decoración

### Exterior

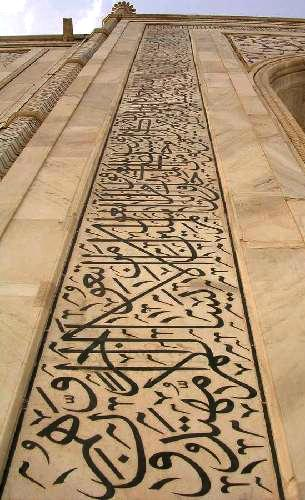
Caligrafía sobre el gran portal de acceso al mausoleo.

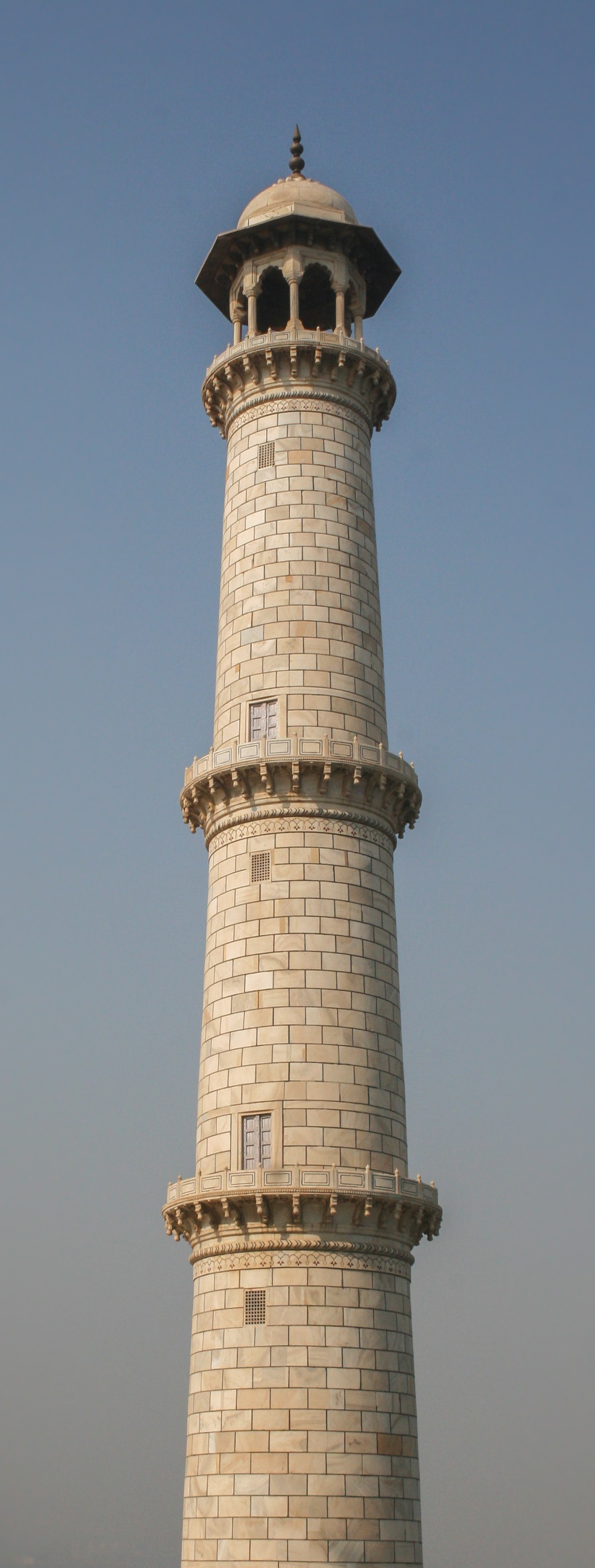
Detalle de una de las columnas.

Prácticamente toda la superficie del complejo ha sido ornamentada, y se encuentra entre las más bellas decoraciones exteriores de la arquitectura mongol de cualquier época. También en este aspecto, los motivos se repiten en todos los edificios y elementos. En proporción al tamaño de la superficie a decorar, la decoración se vuelve más o menos refinada y detallista. Los elementos decorativos pertenecen básicamente a tres categorías, recordando que la religión islámica prohíbe la representación de la figura humana: caligrafía, elementos geométricos abstractos y motivos vegetales. Estas decoraciones se ejecutaron con tres técnicas diferentes: pintura o estuco aplicado sobre los muros, incrustación de piedras y esculturas. A lo largo del complejo se encuentran pasajes del Corán que comprenden algunos de los elementos decorativos. Los estudios recientes sugieren que Amanat Khan eligió los pasajes.

#### Caligrafía
Los pasajes del Corán son utilizados en todo el complejo como elementos decorativos. Los textos creados por el calígrafo persa de la corte mogol Amanat Khan son muy floridos y casi ilegibles. La firma del calígrafo aparece en varios paneles. Las letras están incrustadas en oro sobre los paneles de mármol blanco. Algunos de los trabajos son extremadamente detallados y delicados, especialmente los que se encuentran en el mármol de los cenotafios de la tumba. Los paneles superiores están escritos con caligrafía proporcionada para compensar la distorsión visual al mirarlos desde abajo.
La caligrafía en la Gran Puerta dice: "Oh alma, estás en reposo". Regresa al Señor en paz con Él, y Él en paz contigo ". La caligrafía fue creada en 1609 por un calígrafo llamado Abdul Haq. Shah Jahan le confirió el título de "Amanat Khan" como recompensa por su "deslumbrante virtuosismo". Cerca de las líneas del Corán en la base de la cúpula interior está la inscripción "Escrito por el ser insignificante, Amanat Khan Shirazi". Gran parte de la caligrafía se compone de un florido escrito thuluth hecho de jaspe o mármol negro incrustado en paneles de mármol blanco.
Los textos se refieren en general a temas de justicia, de infierno para los incrédulos y de promesa de paraíso para los fieles. Entre los principales pasajes, se incluyen las siguientes azoras: 91 (el sol), 112 (pureza de fe), 89 (descanso diario), 93 (luz de la mañana), 95 (las higueras), 94 (la abertura), 36 (Ya Sin), 81 (el oscurecimiento), 82 (la hendidura), 84 (el desgarro), 98 (la evidencia), 67 (el dominio), 48 (la victoria), 77 (los enviados) y 39 (los grupos).

#### Decoración geométrica abstracta
Las formas de arte abstracto son utilizadas especialmente en el pedestal del mausoleo, en los minaretes, en la mezquita y la jawab, y también en las superficies menores de la tumba. Las cúpulas y bóvedas de los edificios de piedra están trabajadas con tracería para crear elaboradas formas geométricas. En las zonas de transición el espacio entre elementos vecinos se llena con tracería formando patrones en V. En los edificios de caliza roja se usa tracería blanca, y sobre el mármol blanco se utiliza como contraste tracería oscura o negra.
Los pisos y senderos usan mosaicos de colores y formas diferentes combinados en patrones geométricos complejos. La técnica de incrustación sobre las placas de mármol presenta tal perfección que las juntas entre las piedras y gemas incrustadas apenas se distinguen con una lente de aumento. Una flor, de apenas siete centímetros cuadrados, tiene 60 incrustaciones o taraceas diferentes, que ofrecen al tacto una superficie tersa.

#### Motivos vegetales

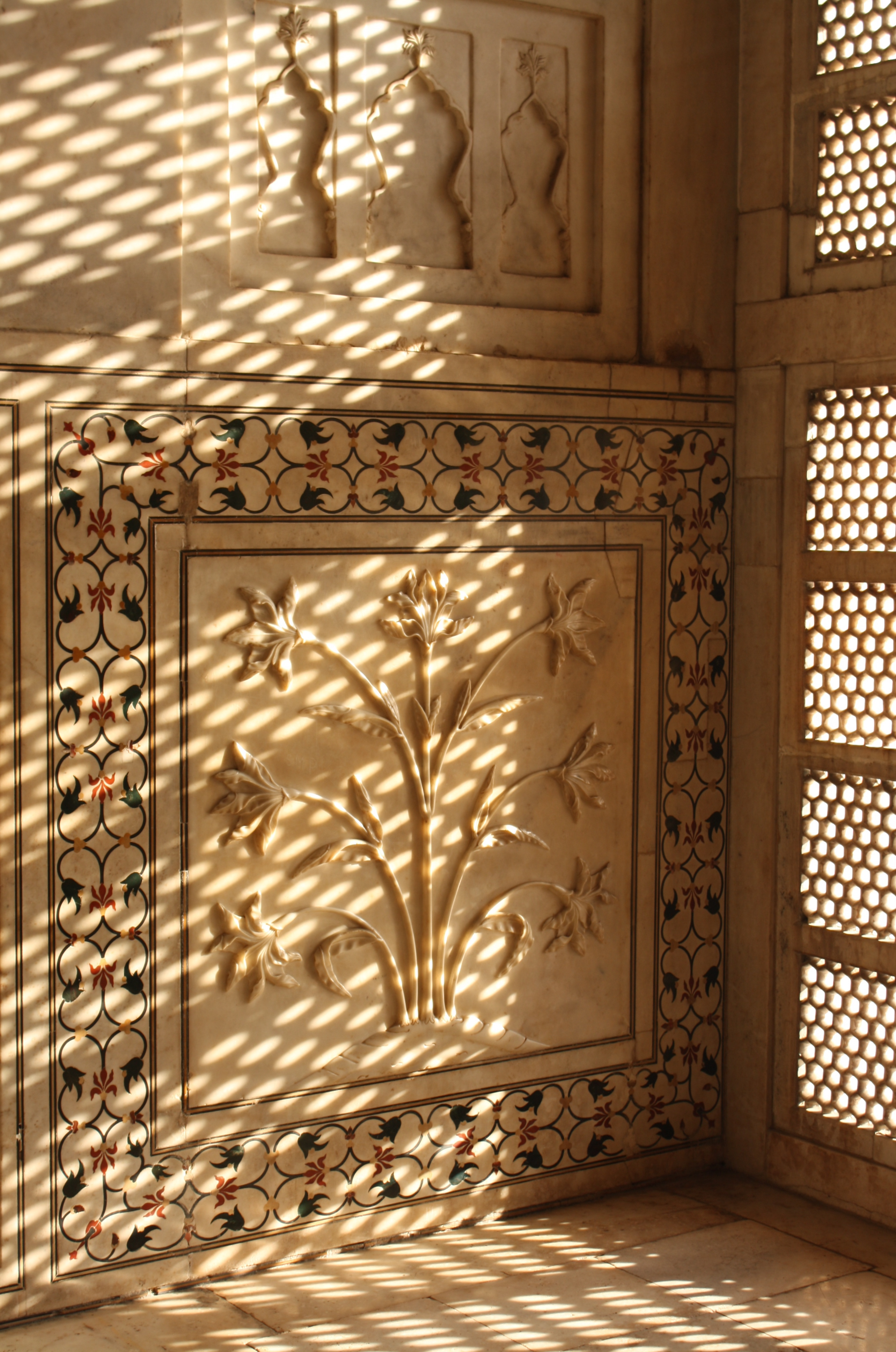
Motivos vegetales esculpidos en mármol.

Las paredes bajas de la tumba muestran zócalos de mármol con bajorrelieves de flores y vides, que han sido pulidos para resaltar el exquisito trabajo. Los zócalos y laterales de arcos han sido decorados con incrustaciones de piedras semipreciosas formando dibujos muy estilizados de flores, frutos y vides. Las piedras incrustadas son mármol amarillo, jade y cuarzo de colores, alineado y pulido con la superficie de los muros.

### Interior
La sala central del Taj Mahal presenta una decoración que va más allá de las técnicas tradicionales, y emparenta con formas más elevadas del arte manual, como la orfebrería y la joyería. Aquí el material usado para las incrustaciones no es ya mármol o jade, sino gemas preciosas y semipreciosas. Cada elemento decorativo del exterior ha sido redefinido mediante joyas.
La sala principal contiene además los cenotafios de Mumtaz y Sha Jahan, obras maestras de artesanía virtualmente sin precedentes en la época. La forma de la sala es octogonal y, aunque el diseño permite ingresar por cualquiera de los lados, sólo la puerta sur, en dirección a los jardines es usada habitualmente. Las paredes interiores tienen aproximadamente 25 metros de altura, sobre las que se construyó una falsa cúpula interior decorada con motivos solares. Ocho arcos apuntados definen el espacio a nivel del suelo. Igual que en el exterior, a cada medio arco se le superpone un segundo a media altura en la pared. Los cuatro arcos centrales superiores forman balcones con miradores al exterior. Cada ventana de estos balcones lleva una intrincada pantalla de mármol calado, o jali. Además de la luz proveniente de los balcones, la iluminación se complementa con la que ingresa por los chattris en cada esquina de la cúpula exterior.

Planta del mausoleo principal del Taj Mahal.

Cada uno de los muros de la sala ha sido decorado con zócalos en bajo relieve, intrincadas incrustaciones de pedrería y refinados paneles de caligrafía, reflejando incluso a nivel de miniatura los detalles expuestos en el exterior del complejo. La tradición musulmana prohíbe la decoración elaborada de las tumbas, por lo que los cuerpos de Mumtaz y Sha Jahan descansan en una cámara relativamente simple debajo de la sala principal del Taj Mahal. Están sepultados según un eje norte-sur, con los rostros inclinados hacia la derecha, en dirección a La Meca.
Todo el Taj Mahal se ha generado alrededor de los cenotafios, que duplican en forma exacta la posición de las dos tumbas, y son copia idéntica de las piedras del sepulcro inferior. El cenotafio de Mumtaz está emplazado en el centro exacto de la sala principal. Sobre una base rectangular de mármol de aproximadamente 1,50 x 2,50 metros hay una pequeña urna también de mármol. Tanto la base como la urna están incrustadas en un fino trabajo de gemas. Las inscripciones caligráficas sobre la urna identifican y oran por Mumtaz. En la tapa de la urna sobresale una pastilla rectangular que asemeja una tablilla o placa para escribir. El cenotafio de Sha Jahan está junto al de Mumtaz —hacia el oeste—, formando la única disposición asimétrica de todo el complejo. Es mayor que el de su esposa, pero contiene los mismos elementos; una gran urna con base alta, también decorada con maravillosa precisión mediante incrustaciones y caligrafía identificatoria. Sobre la tapa de la urna hay una escultura de una pequeña caja de plumas de escribir.

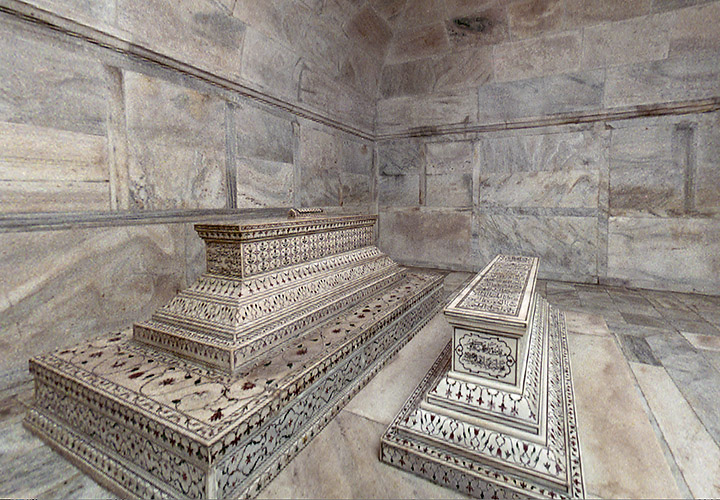
Las tumbas de Sha Jahan y su esposa Mumtaz.
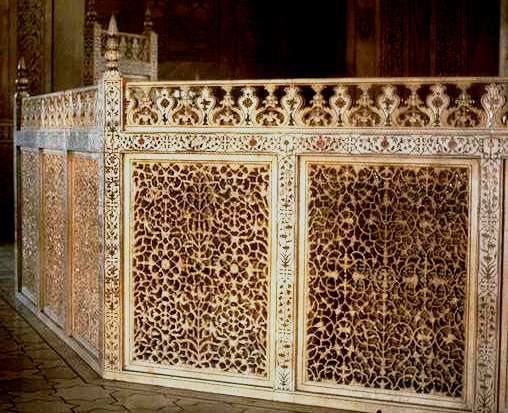
Pantalla que rodea el cenotafio, en mármol calado y con incrustaciones de piedras preciosas.
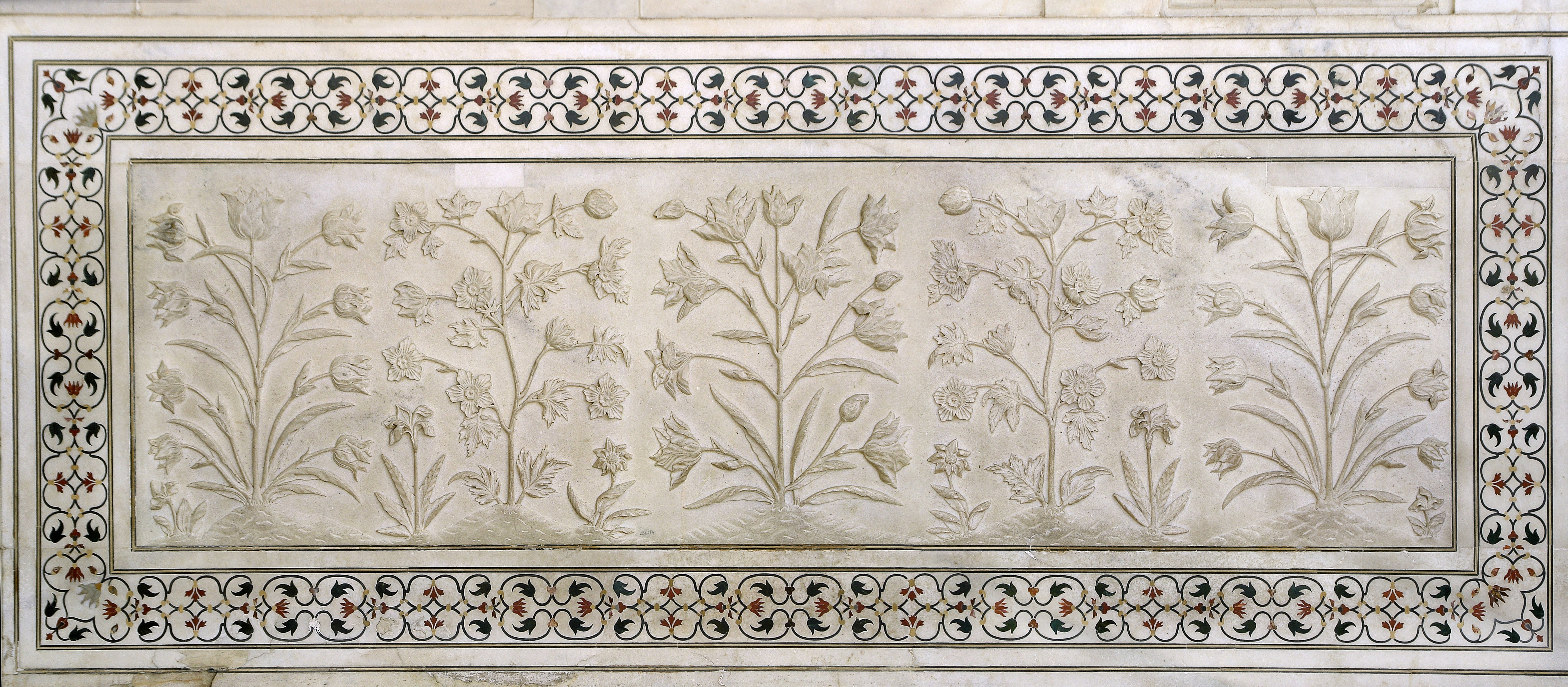
Relieves florales esculpidos sobre mármol.
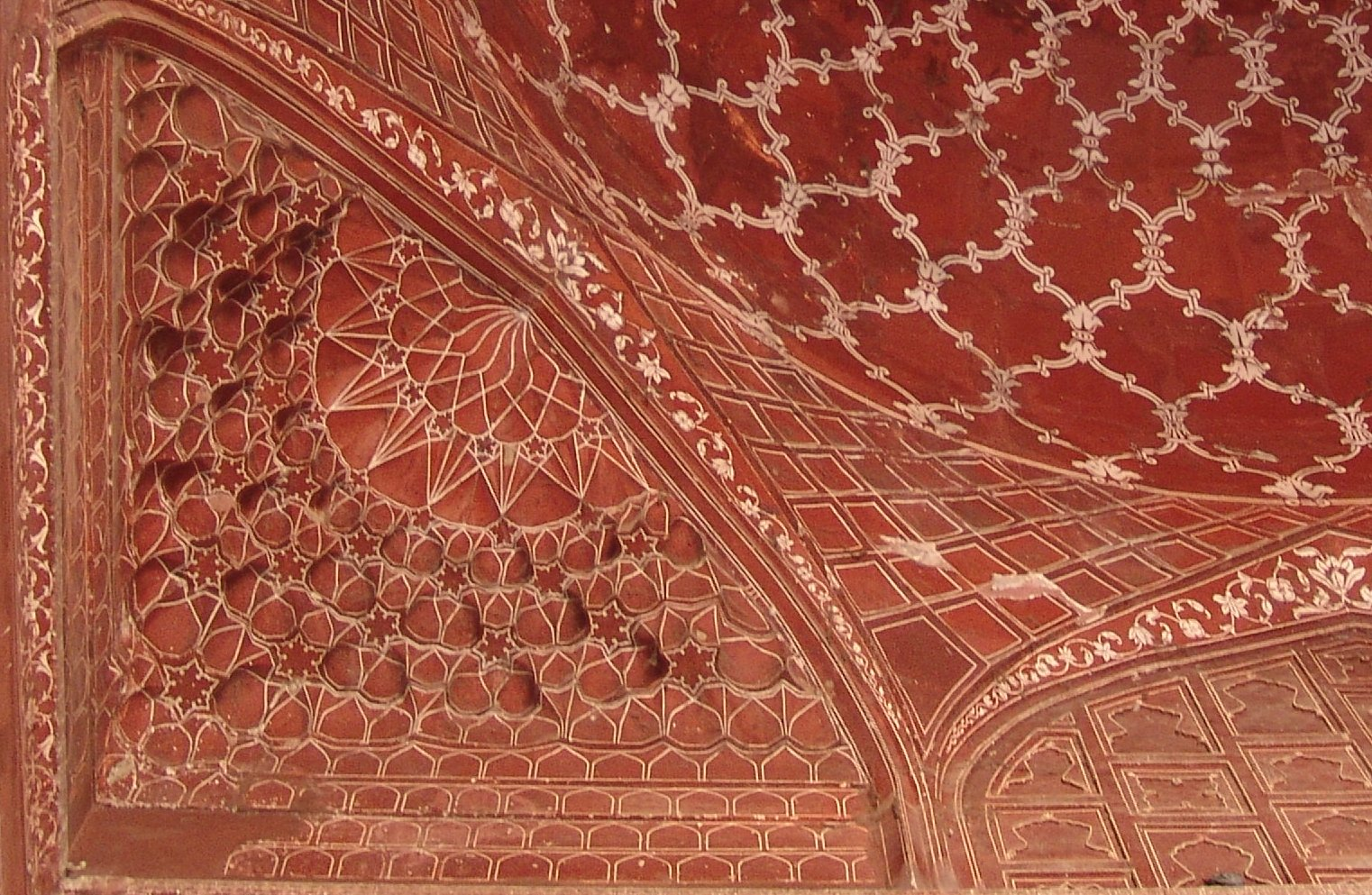
Mocárabes en las pechinas y decoración pictórica geométrica de la cúpula de la mezquita.

## Proceso constructivo

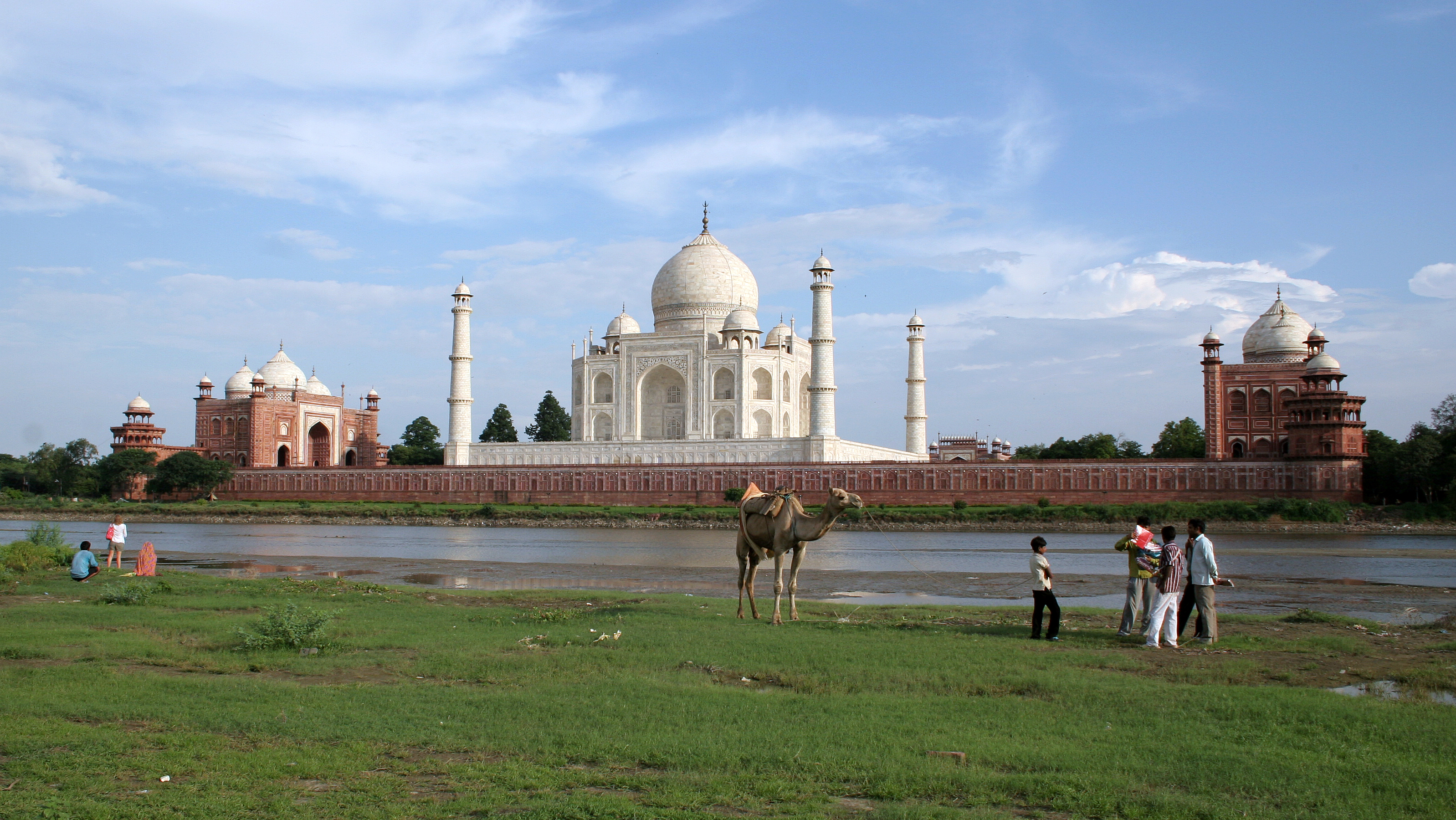
El Taj Mahal desde el otro lado del río Yamuna.

La construcción del Taj Mahal se inició con los cimientos del mausoleo. Se excavó y rellenó con escombros una superficie de aproximadamente 12 000 metros cuadrados para reducir las filtraciones del río. Toda el área fue levantada a una altura de casi quince metros sobre el nivel de la ribera. El Taj Mahal tiene una altura aproximada de sesenta metros, y la cúpula principal mide veinte metros de diámetro y 25 de altura. En la zona del mausoleo se cavaron pozos hasta encontrar la napa de agua, y se los llenó con piedra y escombros formando las bases de los cimientos. Se dejó un pozo abierto en las cercanías para monitorear el cambio del nivel freático.
En lugar de utilizar andamiajes de bambú como era común en la época, los obreros construyeron colosales andamios de ladrillo por fuera y por dentro de los muros del mausoleo. Estos andamios eran tan enormes que los capataces estimaron que llevaría años desmantelarlos. De acuerdo con la leyenda, Sha Jahan decretó que cualquiera podía llevarse ladrillos de los andamios, y en consecuencia fueron desmantelados de noche por los campesinos.
Para trasladar el mármol y otros materiales desde Agra hasta la obra, se construyó una rampa de tierra de 15 kilómetros de longitud. De acuerdo con los registros de la época, para el transporte de los grandes bloques se utilizaron carretas especialmente construidas, tiradas por equipos de veinte o treinta bueyes. Para poner los bloques en posición se requirió un elaborado sistema de poleas montadas sobre postes y vigas de madera. La energía era provista por yuntas de bueyes y mulas. La secuencia constructiva fue:
1. El basamento o pedestal.
2. El mausoleo con su cúpula
3. Los cuatro minaretes
4. La mezquita y el jawab
5. El fuerte de acceso

El basamento y la tumba tardaron aproximadamente 12 años en completarse. Las partes restantes del complejo tomaron 10 años adicionales y se completaron en orden de minaretes, mezquita, jawab y puerta de entrada. Dado que el complejo se construyó en etapas, existen discrepancias en las fechas de finalización debido a las diferentes opiniones sobre "finalización". La construcción del mausoleo en sí se completó esencialmente en 1643 mientras que los trabajos continuados en los edificios periféricos continuaron durante años.

### Infraestructura hídrica

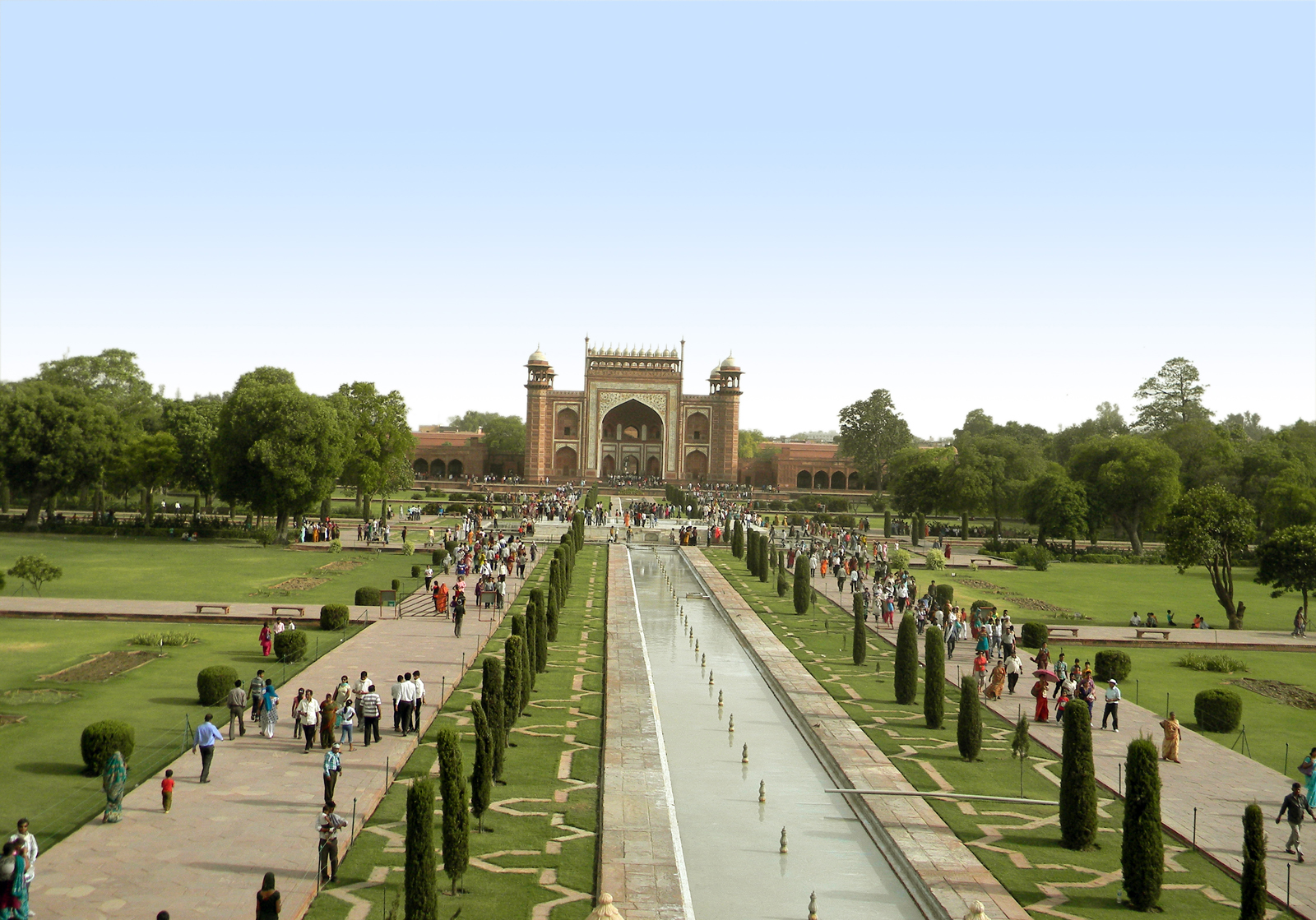
Los jardines.

El agua para el Taj Mahal fue provista mediante una compleja obra hidráulica que incluía series de purs movidos a fuerza de bueyes, que llevaban el agua a grandes cisternas, donde mediante mecanismos similares se la elevaba a un gran tanque de distribución ubicado por encima de la planta baja del mausoleo. Desde este tanque de distribución, el agua pasaba por tres tanques subsidiarios, desde los cuales se conducía a todo el complejo. A una profundidad de 1,50 metros, alineado con el sendero principal, corre un conducto de barro cocido que llena las piletas principales de los jardines. Otros caños de cobre alimentan a las fuentes en el canal norte-sur, y se excavaron canales secundarios para regar el resto del jardín. Las fuentes no se conectaron en forma directa a los tubos de alimentación, sino a un tanque intermediario de cobre debajo de cada salida, con el fin de igualar la presión en todas. Los purs no se conservan, pero sí el resto de las instalaciones.

### Elenco de artesanos
El Taj Mahal no fue diseñado por una sola persona, sino que demandó talento de variados orígenes. Los nombres de los constructores de distintas especialidades que participaron en la obra nos han llegado a través de diversas fuentes.
Dos discípulos del gran arquitecto otomano Koca Mimar Sinan Agha, Ustad Isa e Isa Muhammad Effendi, tuvieron un rol clave en el diseño del complejo. Algunos textos en idioma persa mencionan a Puru de Benarus como arquitecto supervisor. La cúpula principal fue diseñada por Ismail Khan del Imperio otomano, considerado el primer arquitecto y constructor de cúpulas de aquella época. Qazim Khan, un nativo de Lahore, moldeó el finial de oro sólido que corona la cúpula principal del mausoleo. Chiranjilal, un artesano de Nueva Delhi, fue el escultor jefe y responsable de los mosaicos. Amanat Khan de Shiraz, Irán (la antigua Persia), fue el responsable de la caligrafía Muhammad Hanif fue el capataz de la mampostería. Mir Abdul Karim y Mukkarimat Khan de Shiraz, Irán, supervisaron las finanzas y gerenciaron la producción diaria.
El equipo de artistas incluyó escultores de Bujará, calígrafos de Siria y Persia, maestros en incrustación del sur de la India, cortadores de piedra de Baluchistán, un especialista en construir torretas, otro que grababa flores sobre los mármoles, completando un total de 37 artesanos principales. Este equipo directriz estuvo acompañado por una fuerza laboral de más de 20 000 obreros reclutados por todo el norte de la India.
Los cronistas europeos, especialmente durante el primer período del Raj británico, sugerían que algunos de los trabajos del Taj Mahal habían sido obra de artesanos europeos. La mayoría de estas suposiciones eran puramente especulativas, pero una referencia de 1640, según la carta de un fraile español que visitó Agra, menciona que el Taj Mahal fue diseñado por un italiano, Gerónimo Vereneo, esta teoría dominó durante un breve período después de que fuera promovida por primera vez por Henry George Keene en 1879, quien recibió una traducción de la obra en español Itinerario, (The Travels of Fray Sebastian Manrique, 1629-1643). No hay evidencia científica demostrable para probar esta aseveración, ni tampoco hay citado ningún Veroneo en los documentos relativos a la obra que aún se conservan. E. B. Havell, el principal investigador británico de arte indio en el último Raj descartó esta teoría por no encontrarse evidencia alguna y por resultar inconsistente con los métodos empleados por los diseñadores. Otra teoría sobre que un francés, Austin de Burdeos, diseñó el Taj fue promovida por William Henry Sleeman basándose en el trabajo de Jean-Baptiste Tavernier. Estas ideas fueron revividas por el padre Hosten y discutidas nuevamente por EB Havell y sirvieron de base para teorías y controversias posteriores.

### Materiales

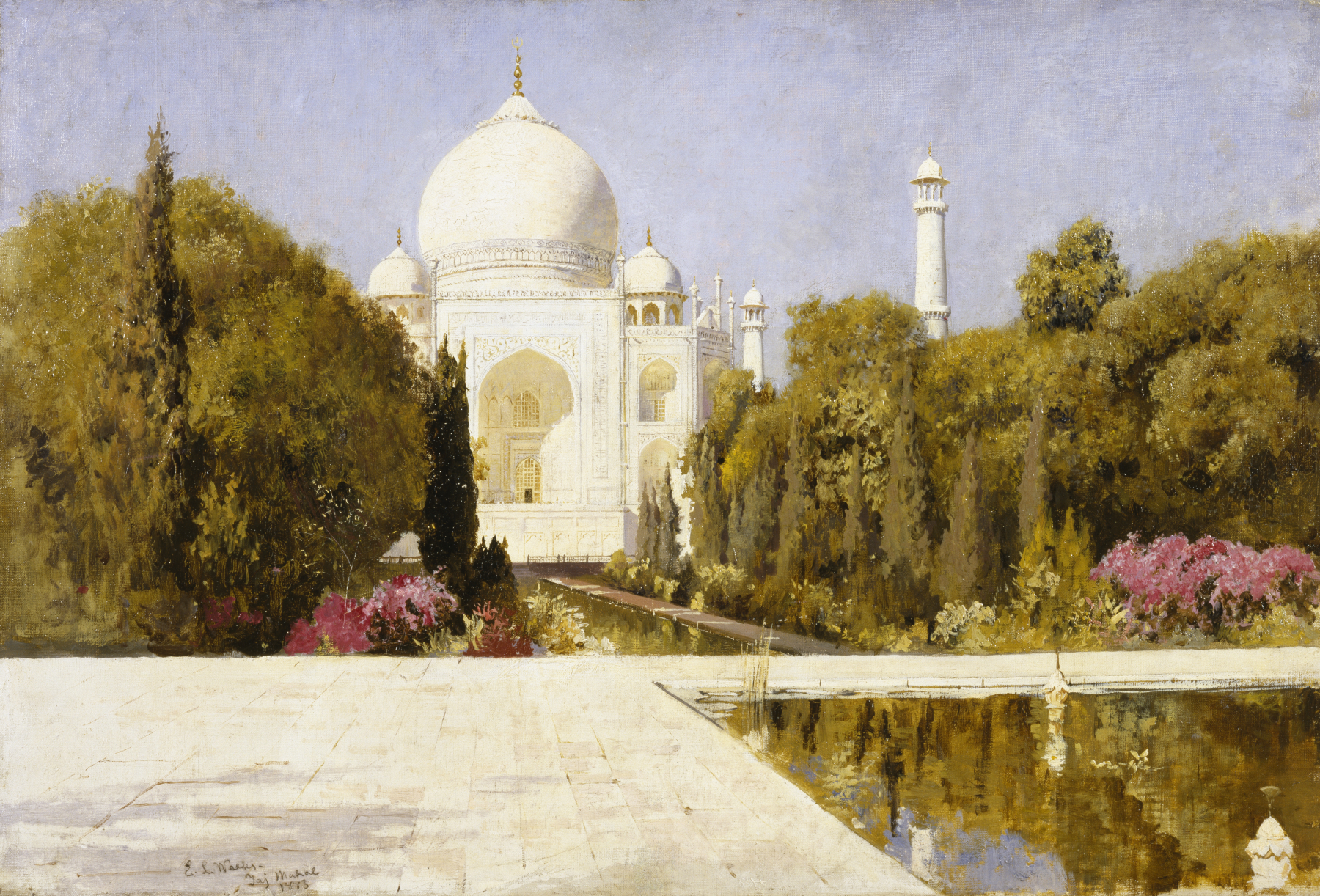
El Taj Mahal en una pintura de Edwin Lord Weeks (1883). Museo Walters.

El Taj Mahal fue construido con materiales de toda la India y Asia. Se cree que más de 1,000 elefantes fueron utilizados para transportar materiales de construcción desde los confines del continente. Se necesitaron esfuerzos de 22,000 obreros, pintores, artistas de bordado y canteros para dar forma al Taj Mahal. 
El principal material empleado para la construcción es un mármol blanco traído en carretas tiradas por bueyes, búfalos, elefantes y camellos desde las canteras de Makrana, en Rayastán, situadas a más de 300 km de distancia. El segundo material más utilizado es la piedra arenisca roja, empleado para la construcción de la mayoría de los palacios y fuertes musulmanes anteriores a Sha Jahan. Este material se utilizó en combinación con el mármol negro en las murallas, el acceso principal, la mezquita y el jawab.
Además el Taj Mahal incluye materiales traídos de toda Asia. El mármol blanco translúcido fue traído de Makrana, Rajasthan, el jaspe de Punjab, el jade y el cristal de China. Desde el Tíbet se trajeron turquesas y desde Afganistán el lapislázuli, mientras que los zafiros provenían de Ceilán y la carnelia de Arabia. En total se utilizaron 28 tipos de gemas y piedras semipreciosas para hacer las incrustaciones en el mármol.

### Costo económico
Las estimaciones del costo total que supuso la construcción del Taj Mahal varían debido a las dificultades para estimar costos a través del tiempo. El costo total en ese momento se estimó en alrededor de 32 millones de rupias indias, que representa alrededor de 52.8 mil millones de rupias indias ($ 827 millones de dólares estadounidenses) según los valores de 2015. Debe tenerse en cuenta, sin embargo, que cualquier comparación basada en el valor del oro entre distintas épocas resulta a menudo muy inexacta.

## Mitos

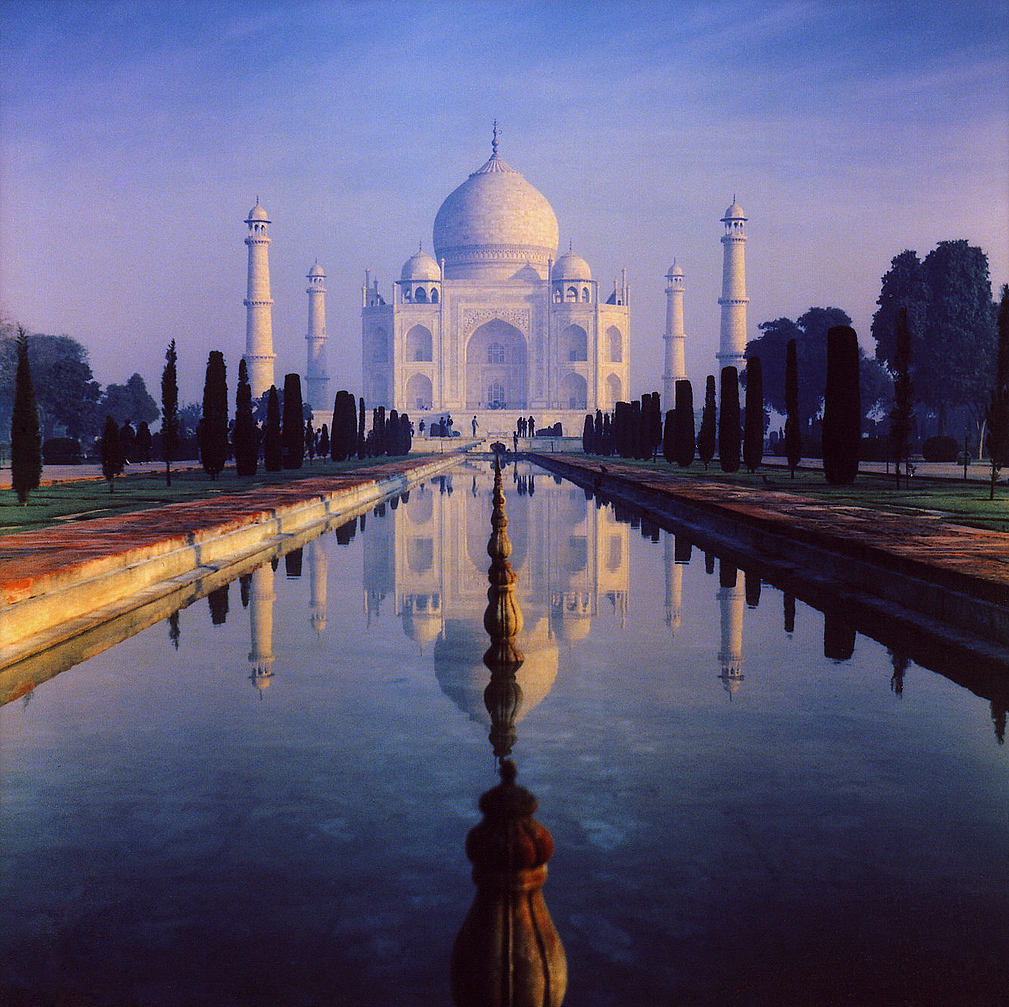
El Taj Mahal reflejado en el estanque de los jardines.

### El Taj Negro
Una vieja tradición popular sostiene que se planeó construir un mausoleo idéntico en la ribera opuesta del río Yamuna, reemplazando el mármol blanco por negro. La idea se origina en los fantásticos escritos de Jean-Baptiste Tavernier, un viajero europeo que visitó Agra en 1665. La leyenda sugiere que Sha Jahan fue destronado por su hijo Aurangzeb antes de que la versión negra pudiera ser edificada, y que los restos de mármol negro pueden hallarse cruzando el río que serían las bases inconclusas del segundo mausoleo. Estudios recientes desmienten parcialmente esta hipótesis y arrojan nueva luz sobre el diseño del Taj Mahal. Todas las demás grandes tumbas mogolas se situaban en jardines formando una cruz, con el mausoleo en el centro. El Taj Mahal, por el contrario, se ha dispuesto en forma de una gran "T" con el mausoleo en un extremo. El rastro de las ruinas en la ribera opuesta del río extiende, sin embargo, el diseño hasta formar un esquema de cruz, en el que el propio río se convertiría en canal central de un gran chahar bagh (esquema de jardín en cuatro partes). Las excavaciones llevadas a cabo en la década de 1990 encontraron que se trataba de mármol blanco descolorido que se había tornado negro..
Recientemente se descubrió que en realidad lo que se construyó frente al Taj Mahal del otro lado del río, fue un jardín que mantenía la simetría tan apreciada por Sha Jahan, este complejo de jardines tenía una piscina octagonal, en la que se reflejaba la imagen del Taj Mahal, apreciándose un Taj Mahal de color negro. Los arqueólogos han denominado a este segundo y nunca construido Taj, como el Mahtab Bagh, o "Jardín de la luz de luna". Nunca se han encontrado mármol negro en ninguna de las excavaciones realizadas por la asociación arqueológica de la india.

### La tumba asimétrica de Sha Jahan

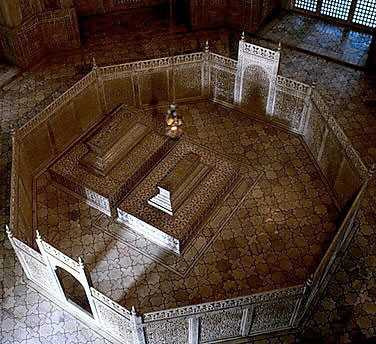
Nótese que el cenotafio de Sha Jahan está desplazado del centro, debido a que fue añadido a su muerte.

Aurangzeb ubicó la tumba y el cenotafio de Sha Jahan en el Taj Mahal, en lugar de construirle un mausoleo propio como era característico para el rango de emperador. Esta ruptura de la simetría es atribuida por una leyenda complementaria del Taj Negro a malicia o indiferencia de Aurangzeb. Sin embargo, los abuelos de este último, habían sido ya sepultados en un mausoleo con similar configuración asimétrica.
El hijo de Sha Jahan era un hombre piadoso, y el islam evita todo tipo de ostentación, especialmente en el aspecto funerario, y, en consecuencia, en lugar de utilizar un ataúd, era normal usar simplemente un sudario para sepultar a los muertos. Los libros islámicos describen la sepultura en ataúdes como «un gasto inútil, que puede ser mejor utilizado en alimentar al hambriento o ayudar al necesitado». Según la visión de Aurangzeb, construir un mausoleo nuevo para Sha Jahan hubiera sido un despilfarro. Por tanto sepultó a su padre junto a Mumtaz Mahal sin más complicaciones.

### Mutilación de los obreros
No existe evidencia de afirmaciones que describan, a menudo con detalles horrendos, las muertes, desmembramientos y mutilaciones que Shah Jahan supuestamente infligió a varios arquitectos y artesanos asociados con la tumba. Algunas historias afirman que aquellos que participaban en contratos de construcción firmados se comprometían a no participar en ningún diseño similar. Se hacen afirmaciones similares para muchos edificios famosos.

### Elementos robados
Abundan las leyendas en relación con muchos elementos robados pertenecientes al Taj Mahal. Algunos han sido deteriorados por el tiempo, pero muchos de los supuestos faltantes son sólo leyendas. Entre las falsas pérdidas más difundidas destacan las Hojas de oro, que cubrían todo o parte de la cúpula principal, la Baranda dorada, que habría rodeado los cenotafios, confundiendo posiblemente los límites provisorios colocados y luego reemplazados al terminar las pantallas de mármol, los diamantes, incrustados en los cenotafios y el tejido de perlas, que según algunos cubría el cenotafio de Mumtaz.
Sin embargo, otros elementos sí se perdieron con los siglos, entre ellos los portones de plata del fuerte de acceso, los dorados a la hoja que cubrían las juntas metálicas de las pantallas de mármol alrededor de los cenotafios, numerosas alfombras que cubrían los interiores del mausoleo y las lámparas esmaltadas del interior.

### Plan británico para demoler el Taj Mahal
Una historia frecuentemente repetida narra que lord William Bentinck, gobernador de la India en la década de 1830, pensó en demoler el Taj Mahal y vender el mármol. En algunas versiones del mito, la cuadrilla de demolición estaba lista para empezar su trabajo, pero no comenzó la demolición porque Bentinck fue incapaz de hacer viable el proyecto desde el punto de vista financiero. No existe evidencia de que el Bentinck, supuestamente planeó demoler el Taj Mahal y subastar el mármol. El biógrafo de Bentinck, John Rosselli, dice que la historia surgió de la venta para recaudar fondos de Bentinck de mármol desechado del Fuerte de Agra.

### El templo de Shiva

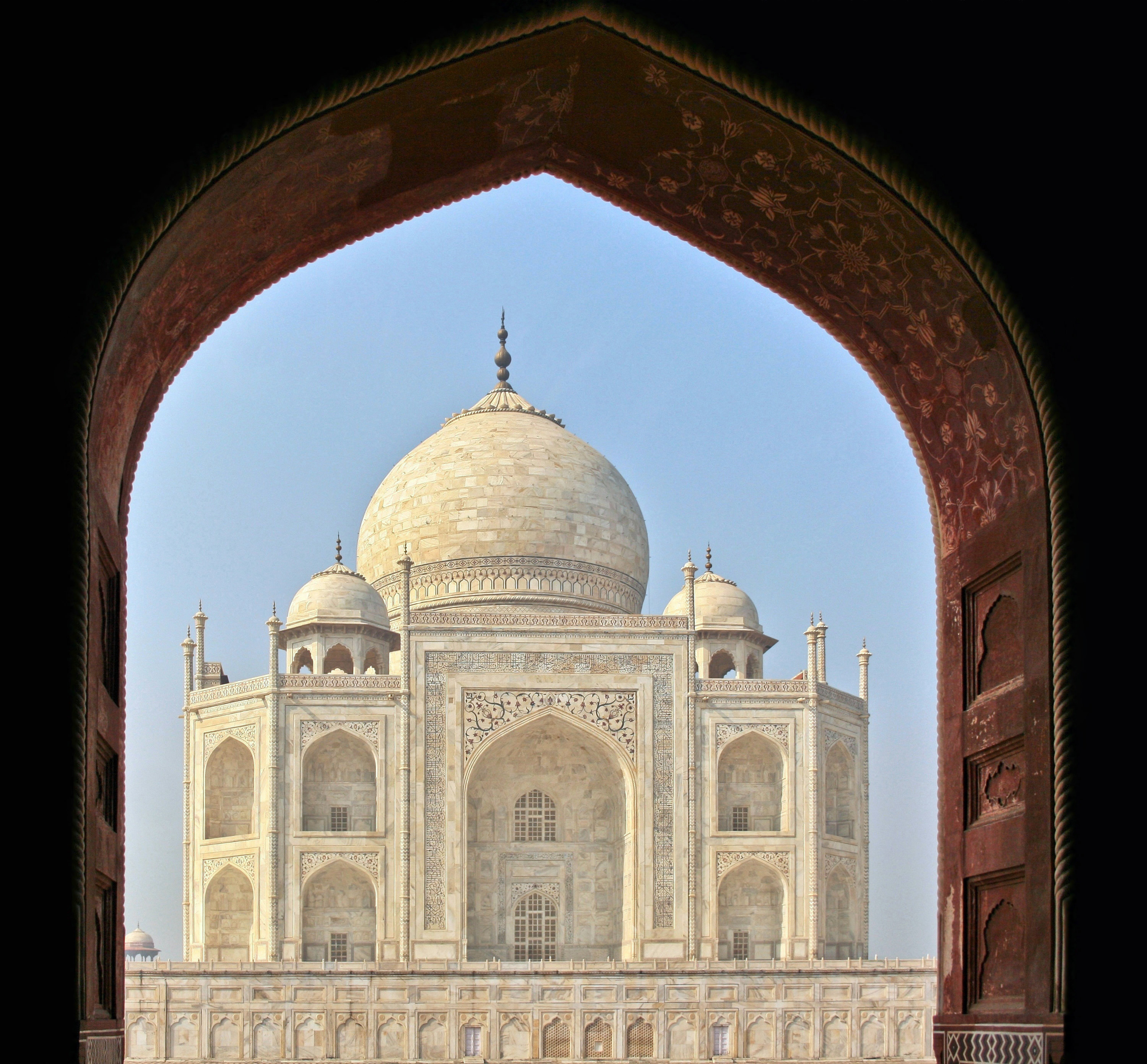
Imagen del Taj Mahal desde la mezquita.

El presidente del instituto revisionista indio, P. N. Oak, ha aseverado repetidamente que el Taj Mahal fue en realidad un templo hindú dedicado al dios Shivá, usurpado y remodelado por Sha Jahan. Según él, el nombre original del templo era Tejo Mahalaya, que luego pasó a Taj Mahal mediante corrupción fonética. Oak asegura también que las tumbas de Humayun, de Akbar y de Itimad-Ud-Daulah, igual que la Ciudad del Vaticano, la Kaaba en La Meca, Stonehenge, y «todos los edificios históricos» en la India, fueron templos o palacios hindúes.

El Taj es sólo una muestra típica de cómo todos los edificios históricos y poblaciones de origen hindú desde Cachemira al cabo Comorin, han sido atribuidos a este o aquel gobierno musulmán.
P. N. Oak

Luego aseveró que el Taj "no era" un templo de Shiva, sino que podría haber sido el palacio de un rey del Rajput. En cualquier caso mantenía su acusación sobre que el monumento era de origen hindú, robado por Sha Jahan y adecuado como tumba. Oak asimismo aseguraba que Mumtaz no estaba sepultada allí. Oak aseguró también que los numerosos testimonios de la época relativos a la construcción del Taj Mahal, incluyendo los voluminosos registros financieros de Sha Jahan y de sus directivas sobre la obra eran fraudes elaborados para ocultar el origen hindú. Estas provocativas acusaciones hicieron que Oak fuera conocido por el público a través de los medios masivos de comunicación. Llegó a entablar demandas judiciales para lograr la apertura de los cenotafios y la demolición de parte de la mampostería del basamento, ya que en esas falsas tumbas y en salas selladas se habían ocultado varios elementos correspondientes al Shivalingam u otro monumento.
Las acusaciones de Oak no son aceptadas por los especialistas, pero estos mitos han sido igualmente utilizados por varios activistas del nacionalismo hindú. En el año 2000 la Corte Suprema de Justicia rechazó las peticiones de Oak relativas a declarar el origen hindú del Taj Mahal, y lo condenó al pago de las costas judiciales. De acuerdo con Oak, el rechazo del gobierno indio a su petición es parte de una conspiración contra el hinduismo. Cinco años después, la Corte Suprema de Prayagraj rechazó una petición similar, en este caso interpuesta por Amar Nath Misrah, un predicador y trabajador social que aseguraba que el Taj Mahal fue construido por el rey hindú Parmar Dev en 1196.

## Visiones del Taj Mahal

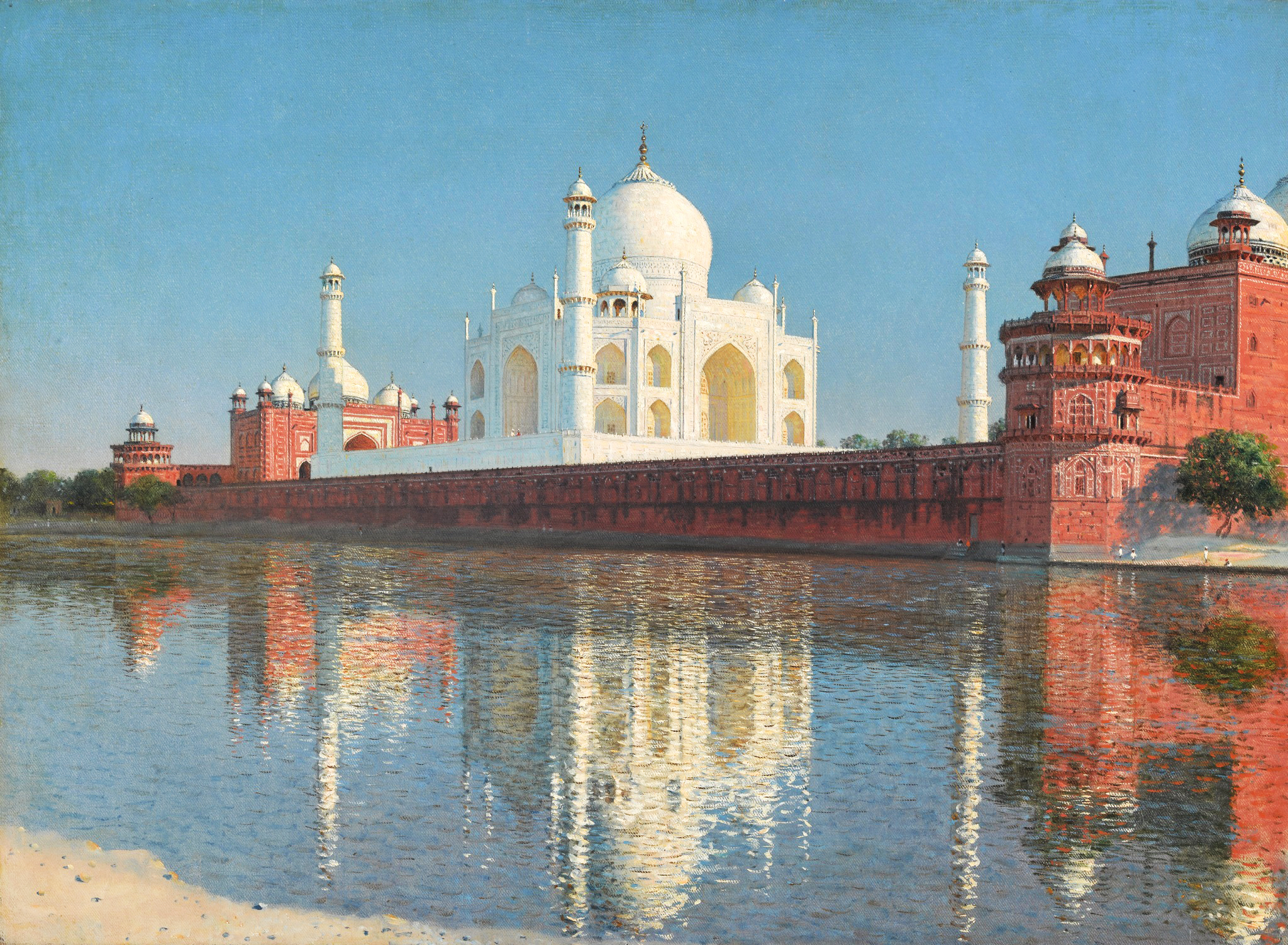
Mausoleo del Taj Mahal, Agra, por Vasili Vereshchaguin (entre 1874 y 1876).

A lo largo de los siglos, el Taj Mahal ha inspirado la prosa de viajeros, escritores, y otras personalidades de todo el mundo, poniendo de relieve la fuerte carga emocional que produce el monumento:

A pesar de sus adornos severos, puramente geométricos, el Taj Mahal flota. El fondo de la puerta es como una ola. En la cúpula, la inmensa cúpula, hay algo levemente excesivo, algo que todo el mundo siente, algo doloroso. Doquier la misma irrealidad. Porque el color blanco no es real, no pesa, no es sólido. Falso bajo el sol, falso al claro de la luna, especie de pez plateado construido por el hombre con una ternura nerviosa.
Henri Michaux

El Taj Mahal parece la encarnación de todas las cosas puras, de todas las cosas santas y de todas las cosas infelices. Este es el misterio del edificio.
Rudyard Kipling

Una lágrima en la mejilla del tiempo.
Rabindranath Tagore

## Presente y futuro

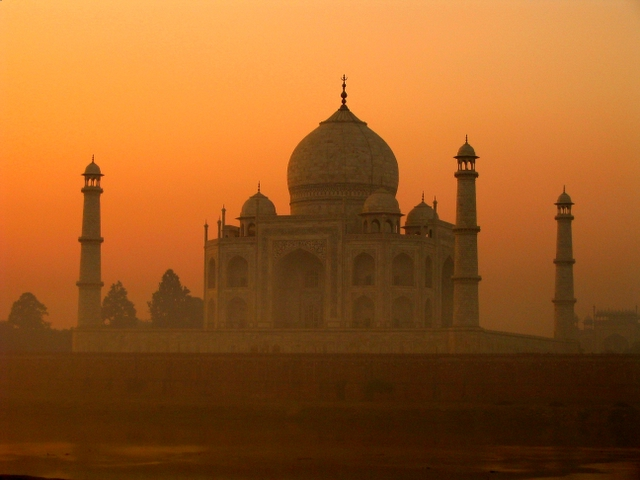
Taj Mahal.

Desde 1985 se han venido observando inconvenientes en la estabilidad estructural del mausoleo, incluyendo la inclinación progresiva de los altos minaretes. Las principales causas parecen ser la progresiva desecación del cauce del río Yamuna, modificando el tenor de humedad del suelo, y su capacidad portante. Se ha denunciado el creciente deterioro de los mármoles del Taj a causa de la contaminación ambiental. Las emanaciones industriales en la atmósfera producen la acumulación de una pátina que corroe las superficies del monumento. Siguiendo órdenes judiciales de protección ambiental, se ha restringido el tránsito vehicular en las cercanías del complejo, y se estudian otras medidas de conservación.
Las autoridades de Agra permiten nuevamente la visita en noches de luna, paseo tradicional por el monumento, que fueran prohibidas desde 1984 por temor a atentados a causa de la rebelión sije de aquella época. El mármol blanco presenta características de fluorescencia bajo la luz de la luna.
El Taj Mahal fue nombrado el 7 de julio de 2007 como parte de las nuevas siete maravillas del mundo moderno. Incontables turistas han visitado el lugar —más de 3 000 000 en 2004 según la BBC—, convirtiéndolo en una de las atracciones turísticas más importantes de la India.
Teniendo en cuenta que el complejo incluye una mezquita, el acceso durante los días viernes se permite solamente a fieles musulmanes. En 2008 el Taj Mahal estuvo en obras de limpieza. Igual que se hiciera en 2002, ya han empezado las obras para darle un "lavado de cara" al Taj Mahal. Un grupo de 150 arqueólogos indios aplicaron un "lifting" a base de barro a la fachada de mármol del monumento más famoso de la India, el Taj Mahal. El uso del barro para su limpieza se debe a que no es corrosivo ni abrasivo en su contacto con el mármol. El objetivo de este tratamiento es restaurar el brillo inicial. Estas obras duraron unos cinco meses y empezaron el 13 de febrero de 2008.

## Su inclusión en las nuevas siete maravillas del mundo
A través de una votación pública en la que se contabilizaron más de 100 millones de votos, organizada por la empresa privada New Open World Corporation, el Taj Mahal fue elegido como una de las siete maravillas del mundo moderno.
Aunque el concurso no fue reconocido por ninguna institución cultural o de arte oficial, como la Unesco, la campaña mediática sirvió para que gran parte del mundo entero conociera las maravillosas cualidades arquitectónicas del Taj Mahal, y de los otros monumentos participantes, pues la ceremonia se transmitió a través de más de 160 canales de televisión a más de 170 países. Para la selección de las 7 maravillas del mundo se tomaron en cuenta los monumentos que han sido creados por las manos del hombre desde que existe hasta el año 2000.